# M46 Patton
M46 «Генерал Паттон» (M46 General Patton I; Patton I) — середній танк США другої половини 1940-х років. Був названий на честь генерала Джорджа Паттона, зазвичай скорочувалося до «Паттон». Перший танк, створений в США після закінчення Другої світової війни, M46 був розроблений в 1948–1949 роках та являв собою модернізований танк M26 часів війни. M46 відрізнявся від свого попередника насамперед новою силовою установкою та вважається першим в лінії «Паттон» — середніх та основних бойових танків США, які вироблялися до початку 1980-х років.
M46 серійно вироблявся в 1949–1951 роках, всього було випущено 1168 танків цього типу в двох модифікаціях. Шасі M46 використовувалося також при розробці ряду спеціалізованих бронемашин, жодна з яких не була, проте, запущена в серійне виробництво. M46 активно використовувалися військами США в Корейській війні 1950–1953 років, а також перебували на озброєнні американських військ в Європі. До 1952 року M46 був основним танком США, але з появою досконалішого танка M47 «Паттон II», отриманого шляхом установки башти дослідного танка T42 на модифіковане шасі M46, був незабаром витіснений ним у військах та повністю знятий з озброєння наприкінці 1950-х — початку 1960-х років. На експорт M46 не поставлялися, за винятком тимчасової передачі 8 танків Бельгії для підготовки екіпажів.

## Історія створення

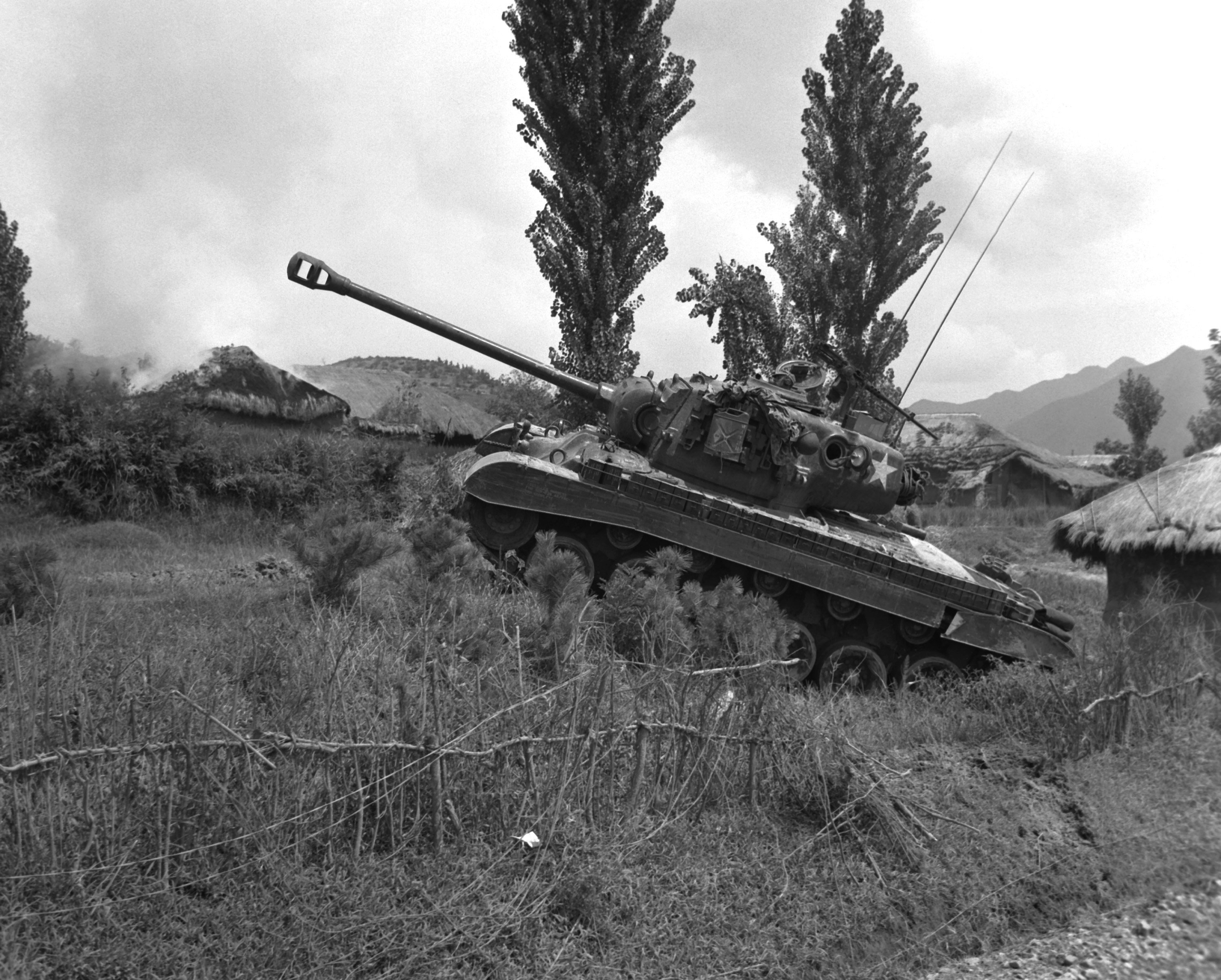
Середній танк M26

На кінець Другої світової війни найсучаснішим танком на озброєнні США був M26. Розроблений на завершальному періоді війни як новий середній танк, він був для підняття бойового духу військ тимчасово перекласифікований у важкий у зв'язку з практичною відсутністю придатних до бою важких танків, але після війни в травні 1946 року був повернений до колишньої класифікації. Всього під час серійного виробництва, що завершилося у жовтні 1945, було випущено 2212 M26, після закінчення війни залишилися найпотужнішими танками на озброєнні США, хоча в чисельному відношенні основу американських бронетанкових військ продовжували складати набагато чисельніші M4.
Ще з січня 1945 року в рамках програми по створенню танків для післявоєнного періоду, опрацьовувався проєкт 45-тонного середнього танка, який повинен був мати лобову броню, еквівалентну 203 мм, стабілізовану в двох площинах 76-мм гармату, здатну на відстані 900 метрів пробити 203-мм броню з нахилом в 30 ° і забезпечену оптичним далекоміром. Планувалася також розробка танкового радіодалекоміра та балістичного обчислювача, автомата заряджання до гармати та спеціальних танкових двигунів — газотурбінних та багатопаливних поршневих. У реальності ж закінчення війни призвело до різкого скорочення військових витрат. При цьому, основні зусилля військових та основна частина доступного фінансування були зосереджені на розвитку ядерної зброї, в ролі носіїв якого виступали ВПС та ВМС. Армії ж діставалася порівняно мала частина фінансування, як через відсутність у неї ролі в ядерних силах, так і через невизначеність поглядів на майбутнє сухопутних військ в умовах ядерної війни.
Тим не менш, M26, що стояв тоді на озброєнні, неповністю задовольняв військових; найбільші нарікання викликала його низька рухливість, викликана застосуванням недостатньо потужного двигуна Ford GAF, що забезпечував 42-тонному танку питому потужність лише в 10,8 к.с./т. Крім цього, незадовільними вважалися маневреність танка і його запас ходу. В умовах відсутності коштів на розробку та постановку у виробництво нового, досконалішого танка, було вирішено обмежитися удосконаленням M26. Для вирішення проблеми рухливості був використаний новий спеціалізований танковий двигун повітряного охолодження AV-1790, розроблений фірмою Continental Motors, у поєднанні з гідромеханічною трансмісією CD-850. При дещо меншій довжині силової установки, AV-1790 розвивав потужність в 704 (810) к.с. проти 450 (500) у старого двигуна, а трансмісія CD-850 забезпечувала більш ефективне маневрування. Така силова установка раніше вже була випробувана на серії дослідних важких танків T29, що розроблялися в період війни та перші повоєнні роки. Програма модернізації M26 була ініційована у січні 1948 року. Для установки в середньому танку двигун та трансмісія тестувалися в модернізованому M26, що отримав позначення M26E2 і доставленому на Абердинський полігон у травні 1948 року. Випробування M26E2 виявили численні проблеми з надійністю нової силової установки, звичайні при розробці повністю нового обладнання, але в цілому, результат їх був визнаний позитивним. На модернізований танк передбачалося встановити потужнішу 90-мм гармату T54, яка забезпечувала каліберним бронебійним снарядам початкову швидкість в 975 м/с проти 853 у старої M3. Як варіант, розглядалася також установка 76,2-мм гармати з довжиною ствола 70 калібрів та балістикою морського зенітної гармати. Однак навесні 1948 року було вирішено залишити стару гармату, обмежившись її модернізацією у вигляді установки ежектора та нового дульного гальма, а також введенням досконаліших прицілів. Причиною цього стало ймовірна відсутність настільки потужно броньованих потенційних цілей, які б виправдовували введення нової гармати з більш довгими та важкими снарядами.

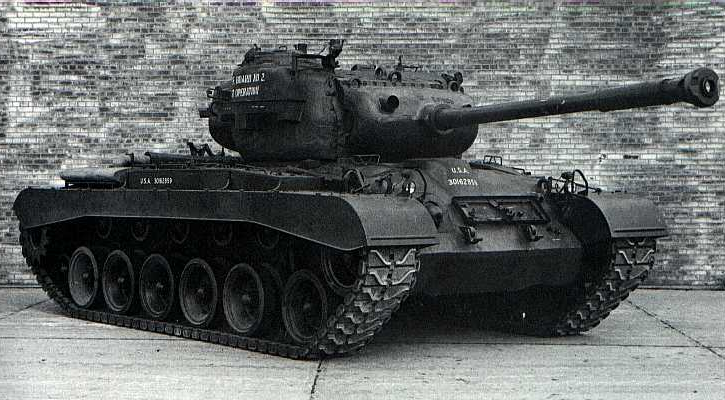
Четвертий зразок T40 на випробуваннях у Форт-Ноксі

Погіршення міжнародної обстановки до кінця 1940-х років викликало деяке підвищення пріоритету, відведеного танковій програмі і в рамках коштів, виділених на 1948 рік, був запланований випуск серії з 10 дослідних зразків нового танка, якому дали позначення T40. Від M26 майбутній танк відрізнявся новою силовою установкою та через повітряне охолодження двигуна зміна даху моторно-трансмісійного відділення, який практично повністю став складатися із жалюзі. Крім цього, вихлопні труби замість кормового листа були виведені в дах і в корму танка, через встановлені на надгусеничних полицях глушники. В ходовій частині між останнім опорним котком та ведучим колесом був доданий коток малого діаметра, що служив для збереження натягу гусениці при поворотах. Крім цього, танк отримав модернізовану гармату і прицільні та спостережні прилади, частина M26 була згодом теж переозброєна цими приладами.
Прототипи збиралися Детройтським арсеналом. Другий дослідний зразок T40 прибув на Абердинський полігон 2 серпня 1949 року і був використаний для технічних випробувань, а третій зразок, який прибув 8 вересня, був навантажений до бойової маси в 43,4 тонни та вступив на тривалі випробування надійності. Решта сім T40 теж були використані в різних випробувальних програмах на Абердинському полігоні, Детройтському арсеналі і в Форт-Ноксі, а останній зразок був залишений на заводі для переобладнання в прототип броньованої інженерної машини T39. Вісім з прибулих на полігон прототипів були пізніше повернуті на завод та модернізовані до стандарту M46A1, а той, що залишився, був перероблений для випробувань силової установки для перспективного середнього танка T42. За результатами випробувань, протоколом Комітету Озброєнь № 32312 від 30 липня 1949 року, T40 був стандартизований під позначенням середній танк M46 (англ. Medium Tank M46). Тим же протоколом M46 було присвоєно назву «Генерал Паттон» (англ. General Patton) на честь генерала Джорджа Паттона. M46 став першим танком США, що одержав крім індексу ще й офіційну назву.

## Серійне виробництво

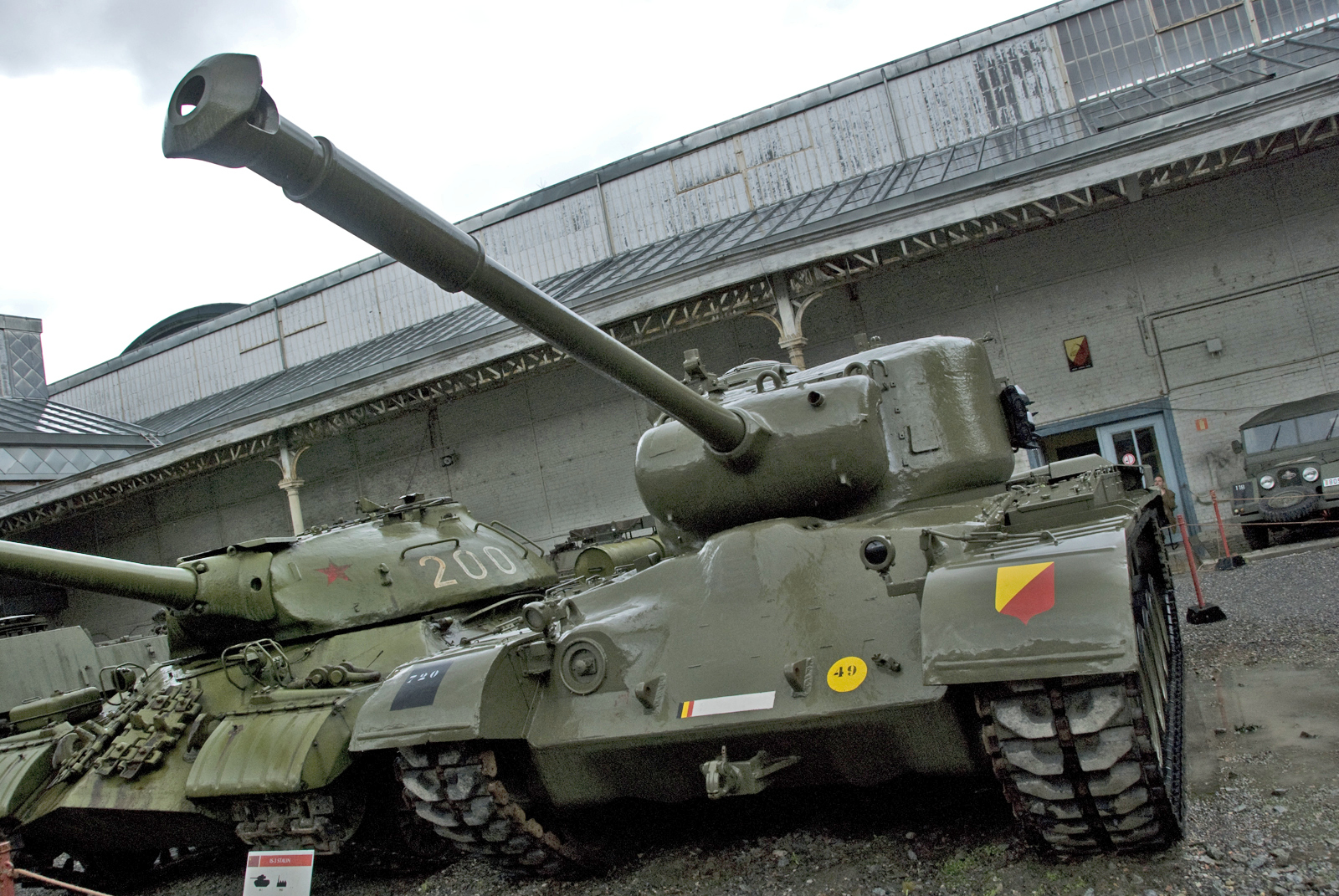
M46A1 в Музеї Армії в Брюсселі

З прийняттям на озброєння M46, кошти на випуск першої серії з 800 танків були включені до бюджету 1949 року. Крім цього, планувалося в 1950 році модернізувати 1215 M26 до стандарту M46. Виробництво M46 здійснювалося Детройтським арсеналом. Перші серійні танки були відправлені на Абердинський полігон на початку листопада 1949 року, а до червня 1950 року, коли почалася Корейська війна, були випущені вже 319 M46. За деякими даними, при виробництві M46 використовувався запас броньових корпусів і башт танків M26, що залишився після припинення виробництва останніх із закінченням війни. Серійні M46 були практично ідентичні T40, відрізняючись лише круглими лючками для доступу до трансмісії замість квадратних. Однак початок Корейської війни завадив планам переобладнання M26, що були терміново потрібні для посилення військ як в Кореї, так і в Європі, на випадок розростання масштабів конфлікту, що видавалося в той час імовірним. У ході серійного виробництва M46 трансмісія CD-850-3 була замінена наCD-850-4, а передавальне число бортових передач зменшено з 3,95:1 до 4,47: 1.
Незважаючи на зрив планів переобладнання M26, видача додаткових замовлень на виробництво M46, який вважався до того часу багато в чому застарілим, не планувалася. Але роботи по перспективному танку T42 були припинені, а підготовка до виробництва перехідного танка, майбутнього M47, вимагала часу. Крім того, за результатами полігонних випробувань та досвіду експлуатації у військах був накопичений ряд пропозицій з удосконалення M46 без внесення в його конструкцію глибоких змін. У цих умовах, у лютому 1951 року було вирішено видати замовлення на виробництво з 1 квітня того ж року 360 поліпшених M46, яким пізніше був привласнений індекс M46A1, щоб уникнути виникнення плутанини між обома версіями. M46A1 відрізнявся від першої модифікації установкою модифікованого двигуна AV-1790-5B, поліпшеної системи охолодження масла, більш ефективних гальм та протипожежного устаткування, нової панелі приладів механіка-водія та оптимізованої схеми електропроводки корпусу та башти. Зовні M46 і M46A1 були ідентичні та відрізнялися лише за заводськими номерами, у M46A1 вони починалися з № 30163849.

## Конструкція

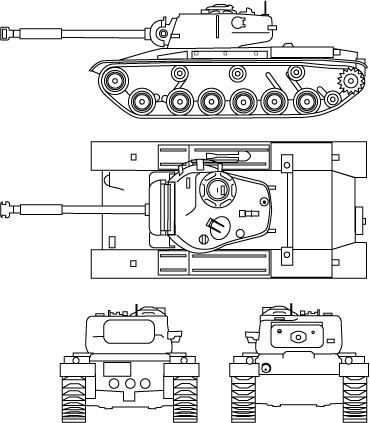
Загальний вигляд M46

M46 мав класичне компонування, з розташуванням моторно-трансмісійного відділення в кормовій частині, а бойового відділення та відділення управління — в лобовій частині машини. Екіпаж танка складався з п'яти осіб: командира, навідника, заряджаючого, механіка-водія та помічника водія.

### Броньовий корпус і башта
M46 мав протиснарядний диференційований броньовий захист. Броньовий корпус танка збирався за допомогою зварювання з литих та вальцованих деталей гомогенної броньовий сталі. Лобова частина корпусу і дах відділення управління представляли собою цільний виливок. Товщина верхньої її частини становила 102 мм при куті нахилу 46 ° до вертикалі, а виступи в районі вентилятора — 140 мм при куті нахилу в 25 °. У нижній частині товщина деталі становила 76 мм при нахилі в 53 °. З декількох литих деталей збиралося також підбаштове кільце та верхня частина бортів в районі бойового відділення, інша ж частина бортів збиралася з вальцованих бронелистів. Борти корпусу, як в литій, так і вальцованій частині, мали товщину 76 мм в районі відділення управління та бойового відділення та 51 мм в районі моторно-трансмісійного відділення. Корма корпусу складалася з двох вальцованих бронелистів: вертикального верхнього товщиною 51 мм та нижнього, що мав товщину 20 мм та нахил 62 °. Днище корпусу по всій довжині мало коритоподібного форму та збиралося вальцованих листів товщиною 25 мм під відділенням управління та 13 мм — під моторно-трансмісійним відділенням. Дах корпусу мав товщину 22 мм, але над моторно-трансмісійним відділенням майже повністю складався з жалюзі. Товщина литих деталей, через недоліки ливарної технології, на практиці могла коливатися, різниця доходила до декількох міліметрів для найтовстішої лобової деталі.
Суцільнолита башта M46 мала циліндричну форму з легкою конусністю, розвиненою кормовою нішею та зворотним скосом в нижній частині на всьому протязі бортів та корми. Лобова частина башти мала наведену товщину 102 мм, борти та корма — 76 мм, з незначними кутами нахилу: 0… 5 ° для лівого борту, 5… 8 ° для правого і 0… 5 ° для корми. Дах башти мав товщину 25 мм. Лита маска гармати складалася з нерухомої частини, що кріпилася болтами до лоба башти і рухомої, що мала циліндричну форму та товщину 114 мм.
Для посадки та висадки механік-водій та помічник водія мали індивідуальні люки в даху відділення управління, у командира та навідника був загальний люк в командирській башточці, а заряджаючий мав овальний люк в даху башти. Крім цього, в підлозі відділення управління був люк для екстреного покидання танка. На лівому борту башти розміщувався круглий люк для стрільби з особистої зброї, який міг також використовуватися заряджаючим для викиду стріляних гільз. Доступ до агрегатів двигуна та трансмісії здійснювався через відкидні листи в даху моторно-трансмісійного відділення та три круглих лючка у верхньому кормовому листі; зняття та установка двигуна проводилися при знятому даху моторно-трансмісійного відділення та розвернутої по борту башти.

#### Протипожежне обладнання
На M46 встановлювалася стаціонарна вуглекислотна протипожежна система одноразової дії, що складалася з трьох балонів ємністю по 5,9 літра, встановлених між сидіннями механіка-водія та з'єднаних трубами з розташованими в моторно-трансмісійному відділенні соплами. Система управлялася в ручному режимі, при якому всі три балони послідовно розряджалися при натисканні рукояті у відділенні управління або резервної зовнішньої рукояті, розташованої позаду люка помічника водія. Крім цього, при перевищенні тиску в балонах через їх перегрів при пожежі, спрацьовували клапани, що розряджали систему в бойове відділення. Крім цього, танк комплектувався двома переносними 2,35-літровими вуглекислотними вогнегасниками.

### Озброєння

#### Гарматне озброєння
Основне озброєння M46 становила 90-мм нарізна напівавтоматична гармата M3A1 з максимальною дуловою енергією 3,93 МДж/401 тс · м. Гармата мала ствол-моноблок довжиною 50 калібрів/4500 мм, забезпечений ежектором та однокамерним дульним гальмом та вертикальний клиновий затвор. Для врівноваження та забезпечення плавності наведення у вертикальній площині M3A1 забезпечувалася компенсатором пружинного типу. Технічна скорострільність гармати становила 8 пострілів на хвилину. Пізніше на M46 встановлювалася також вдосконалена модифікація гармати, M3A2, що відрізнялася лише поліпшеною технологією виробництва, що збільшувало термін служби ствола та мала збільшений з -40 °C до -54 °C безпечний температурний діапазон стрільби. Гармата розміщувалася в спареній установці M73, що встановлювалася на цапфах в лобовій частині башти і мала кути наведення у вертикальній площині від -10 ° до + 20 °.

##### Боєприпаси й балістика
Штатний боєкомплект M46 складався з 70 унітарних пострілів. Всі постріли розміщувалися в бойовому відділенні нижче рівня баштового кільця: 10 — у вертикальній укладці першої черги з лівого боку башти, по 3 — в хомутікових укладаннях на бортах корпусу, а решта 54 — в ящиках на підлозі бойового відділення. Асортимент боєприпасів M3A1 протягом більшої частини її активної служби становили снаряди, розроблені ще в період Другої світової війни: суцільний та каморний каліберний бронебійні снаряди M77 і M82; подкаліберний снаряд M304 — котушкового типу, обтічний, з алюмінієвим корпусом та сердечником з карбіду вольфраму та осколково-фугасний снаряд M71. Пізніше до неї були створені суцільний каліберний снаряд M318 і полегшений підкаліберний снаряд M332, що володіли підвищеною бронепробиваємістю, а також оперений кумулятивний T108E46 і димовий M313.
| Боєприпаси гармати M3A1                                                      |                      |                      |                   |                  |                                    |                                      |                       |                                                |                            |
| Тип снаряда                                                                  | Марка снаряда        | Довжина пострілу, мм | Маса пострілу, кг | Маса снаряда, кг | Маса ВР, г                         | Марка детонатора                     | Дулова швидкість, м/с | Дальність прямого пострілу по цілі висотою 2 м | Рік прийняття на озброєння |
| Бронебійні снаряди                                                           |                      |                      |                   |                  |                                    |                                      |                       |                                                |                            |
| бронебійний гостроголовий суцільний, трасуючий                               | AP-T M77 Shot        | 832                  | 19,04             | н/д              | —                                  | —                                    | 821                   |                                                |                            |
| бронебійний гостроголовий з захисним та балістичним наконечниками, трасуючий | APC-T M82 Projectile | 971                  | 19,87             | 10,92            | 140 (пікрати амонію)               | BD або M68 або M68A1                 | 851                   |                                                |                            |
| бронебійний суцільний гостроголовий з балістичним наконечником, трасуючий    | AP-T M318 Shot       | 951                  | 19,92             | 10,95            | —                                  | —                                    | 853                   |                                                | 1958                       |
| бронебійний підкаліберний, трасуючий                                         | HVAP-T M304 Shot     | н/д                  | 16,82             | 7,61             | —                                  | —                                    | 1021                  |                                                |                            |
| бронебійний підкаліберний обтічної форми, трасуючий                          | HVAP-T M332 Shot     | 912                  | 14,74             | 5,64             | —                                  | —                                    | 1178                  |                                                |                            |
| кумулятивний оперений, трасуючий                                             | HEAT-T T108E46 Shell |                      | 15,76             | 6,50             | н/д (Composition B)                | н/д                                  | 853                   |                                                |                            |
| осколково-фугасні снаряди                                                    |                      |                      |                   |                  |                                    |                                      |                       |                                                |                            |
| сталева цільнокорпусна осколково-фугасна граната                             | HE M71 Shell         | 951                  | 18,66—18,99       | 10,55            | 974 (Composition B)                | PD або M51A5; M557; MTSQ; M520; M564 | 823                   |                                                |                            |
| Димові снаряди                                                               |                      |                      |                   |                  |                                    |                                      |                       |                                                |                            |
| димові                                                                       | WP M313 Shell        | 951                  | 19,26             | 10,71            | 65 (тетрітол) + 892 (білий фосфор) | PD або M48A3; M57; MTSQ; M501        | 821                   |                                                | 1959                       |
| Навчальні снаряди                                                            |                      |                      |                   |                  |                                    |                                      |                       |                                                |                            |
| навчально-тренувальний суцільний, трасуючий                                  | HVTP-T M333 Shot     |                      | 14,63             | 5,53             | —                                  | —                                    | 1178                  |                                                |                            |

| Таблиця бронепробиваємості для M3 |     |      |      |      |
| Снаряд \\ Відстань, м | 500 | 1000 | 1500 | 2000 |
| M82 Projectile |     |      |      |      |
| (гомогенна броня, кут зустрічі 60 °) | 129 | 122  | 114  | 106  |
| M304 Shot |     |      |      |      |
| (гомогенна броня, кут зустрічі 60 °) | 221 | 199  | 176  | 156  |
| Слід пам'ятати, що в різний час і в різних країнах використовувалися різні методики визначення бронепробиваємості. Як наслідок, пряме порівняння з аналогічними даними інших гармат часто виявляється неможливим. |     |      |      |      |

##### Система керування вогнем
Для наведення на ціль спареної установки при стрільбі прямою наводкою на M46 використовувалися перископний оптичний приціл M10F і дублюючий телескопічний M46 (T152) або T40. M10F мав дві оптичні гілки: приціл-оглядовий прилад, що використовувався для огляду місцевості та наведення на малих дистанціях, що мав збільшення 1 × і поле зору в 42 ° 20 ' по горизонталі і 8 ° 10' по вертикалі, і монокулярний приціл, що застосовувався для наведення на великих дистанціях і мав збільшення 6 × і поле зору в 10 ° 20 '. Прицільні сітки обох гілок мали шкали для стрільби бронебійних снарядів M82 на дистанцію до 1400 метрів для одноразового і до 4600 метрів для шестиразового збільшення. Телескопічний приціл призначався лише для використання як дублюючий і мав порівняно примітивну конструкцію, без оптичного шарніра і з постійним збільшенням. Для стрільби із закритих позицій танк обладнувався азимутним покажчиком M20 і квадрантом піднесення M9, а також артилерійським квадрантом M1, які служили для підстроювання квадранта піднесення.
Наведення спареної установки в горизонтальній площині здійснювалося поворотом башти електрогідравлічним механізмом, що забезпечував швидкість повороту, за різними даними, до 20—23 ° або до 24 ° в секунду, продубльованих ручним приводом. Наведення у вертикальній площині здійснювалося лише вручну, за допомогою гвинтового механізму.

#### Кулеметне та допоміжне озброєння

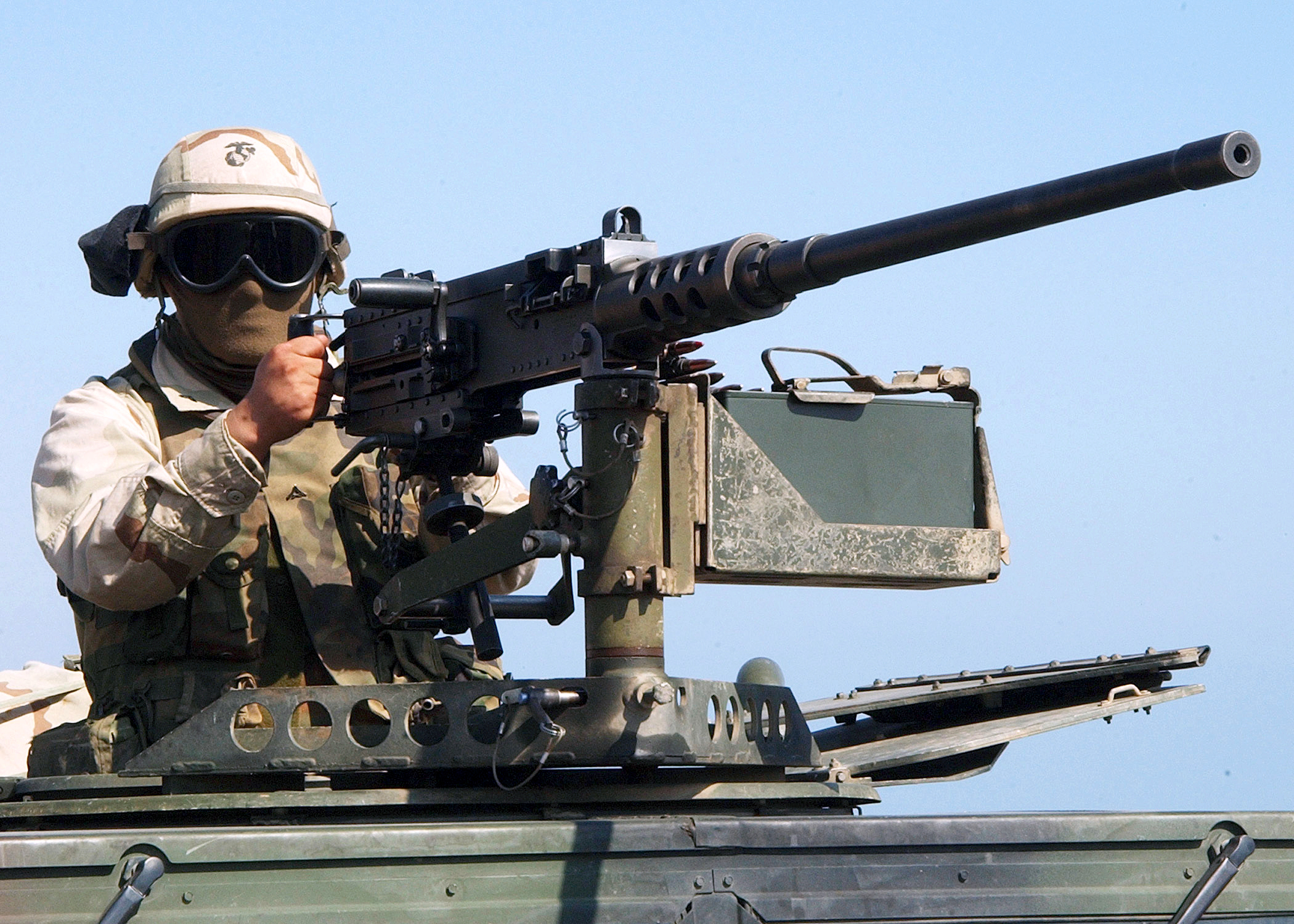
M2HB в турельній установці

Кулеметне озброєння M46 складали два 7,62-мм кулемети M1919A4, спарений та курсовий, і 12,7-мм зенітний кулемет M2HB. Кулемет у спареній установці мав спільні з гарматою прицільні пристрої і кути наведення, курсовий же кулемет розміщувався в кульовій установці в лобовій деталі корпуса і мав кути наведення від -10 ° до + 24 ° у вертикальній площині та обмежені кути наведення в горизонтальній. При цьому приціл у курсового кулемета відсутній зовсім у зв'язку з низьким розташуванням установки щодо стрільця, і коректування стрільби здійснювалося через перископний оглядовий прилад помічника водія по трасуючих кулях. Стрільба зі спареного кулемета також велася з окомірною наводкою, оскільки прицільні сітки для кулемета в прицілах спареної установки були відсутні. Боєкомплект 7,62-мм кулеметів становив 5500 патронів в 22 магазин-коробках із стрічками на 250 патронів.
12,7-мм кулемет ішов у комплекті з діоптричним прицілом та розміщувався в з'ємній вертлюжній турельній установці, на стійці попереду або позаду люка командира, щоб забезпечувати стрільбу, відповідно, в лобовому або кормовому секторах. Хоча кулемет призначався для використання як зенітний, в реальності, найчастіше він застосовувався, як зброя з високою маневреністю вогню для стрільби по наземним цілям. Стрільбу з кулемета командир вів, стоячи у відкритому люку, що робило його вразливим для стрілецької зброї. Боєкомплект M2 становив 550 патронів в 5 магазин-коробках зі стрічками по 110 патронів, однак в умовах Корейської війни екіпажі нерідко завантажували й більшу їх кількість. Крім цього, під час війни деякі екіпажі замінювали одинарний зенітний кулемет на спарену 12,7-мм установку, а іноді також замінювали 7,62-мм курсовий кулемет на 12,7-мм M2, надаючи перевагу останньому через кращу точність на великих дистанціях та більшу уражаючу дію.
Для ближньої самооборони екіпажу танк комплектувався 11,43-мм пістолетом-кулеметом M3A1 зі 180 патронами до нього в шести коробчастих магазинах та 7,62-мм автоматичним карабіном M2 з 90 патронами до нього в трьох магазинах і з дуловим гранатометом, а також дванадцятьма ручними гранатами.

### Засоби спостереження

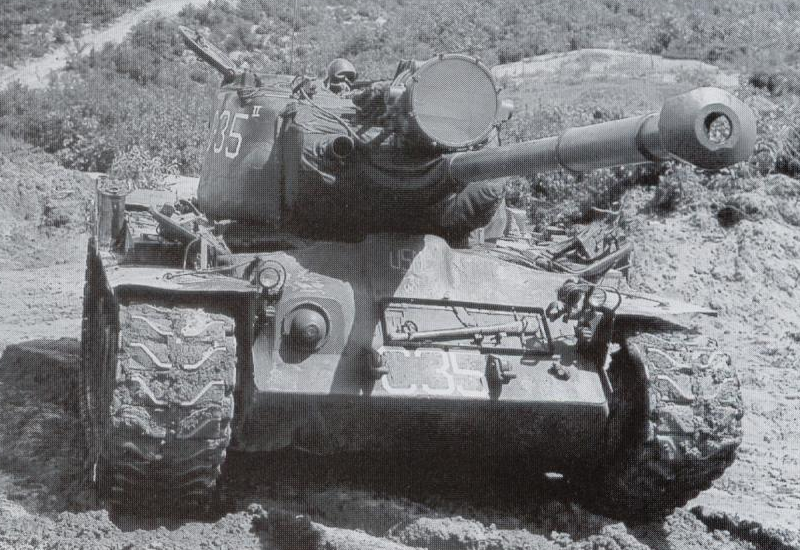
M46, обладнаний прожектором

Командир танка в небойових умовах зазвичай вів спостереження за місцевістю, стоячи у відкритому люку. Для огляду в бою він мав поворотний бінокулярний перископічний оглядовий прилад M15A1 в кришці люка і шість оглядових приладів, що розташовані по периметру командирської башточки та давали йому круговий огляд. Водій та помічник водія на марші також могли вести спостереження через свої люки, для спостереження в бою ж вони, як і заряджаючий, мали по одному поворотному перископічному приладу однократного збільшення M13. M13 мали пластикові корпуси, розраховані на те, щоб при потраплянні кулі або великого осколка їх головка руйнувалася повністю, не заважаючи витяганню приладу з шахти для заміни.
Розробка активних інфрачервоних приладів нічного бачення велася в США з кінця 1940-х років, однак на серійні M46 вони не встановлювалися. У ході Корейської війни на частину танків з 1952 року встановлювалися прожектори діаметром 457 мм, що кріпилися над стволом гармати та забезпечені регулятором тривалості роботи, що автоматично відключає їх для ускладнення визначення місця розташування прожектора.

### Засоби зв'язку
Для зовнішнього зв'язку на M46 встановлювалися стандартні танкові радіостанції лінійки AN/GRC-3 — AN/GRC-8. На танках ранніх випусків встановлювалися також старі танкові радіостанції SCR 508 або SCR 528 в поєднанні з SCR 608B або AN/VRC-3, що служила для зв'язку з піхотою. Всі радіостанції розміщувалися в кормовій ніші башти. На більшості танків встановлювали AN/GRC-3 — AN/GRC-8, туди входили: «Набір A» — прийомопередавач, що призначався для зв'язку між танками, залежно від радіостанції — модифікацій RT-66/GRC, RT-67/GRC або RT-68/GRC, що розрізнялися лише робочими діапазонами частот; «Набір B» — прийомопередавачRT-70/GRC, призначений для зв'язку з піхотою; допоміжний приймач, залежно від модифікації, R-108/GRC, R-109/GRC або R-110/GRC — ідентичні. за винятком, відповідних «набору A», робочих діапазонів; блоку C-435/GRC, який служив для прямої ретрансляції між наборами «A» і «B»; підсилювача ТПУ AM-65/GRC, блоку живлення PP-112/GR і контрольних панелей C-375/VRC. Робота радіостанції здійснювалася через дві розташовані на даху башти штирові антени, окремі для «набору A» і «набору B». Крім радіозв'язку, на кормі танка встановлювався пов'язаний з ТПП комплект AN/VIA-1 для зв'язку з піхотою супроводу, що складався з телефонної трубки на 12-метровому кабелі. На стоянці AN/VIA-1 міг також підключатися до лінії польового телефону. Максимальна дальність зв'язку з однотипною радіостанцією на стандартну антену для AN/GRC-3 — AN/GRC-8 становила 32—40 км. Для внутрішнього зв'язку M46 устатковувався танковим переговорним пристроєм (ТПП) RC-99 на всіх членів екіпажу, інтегрованим з танковою радіостанцією.

### Двигун та трансмісія

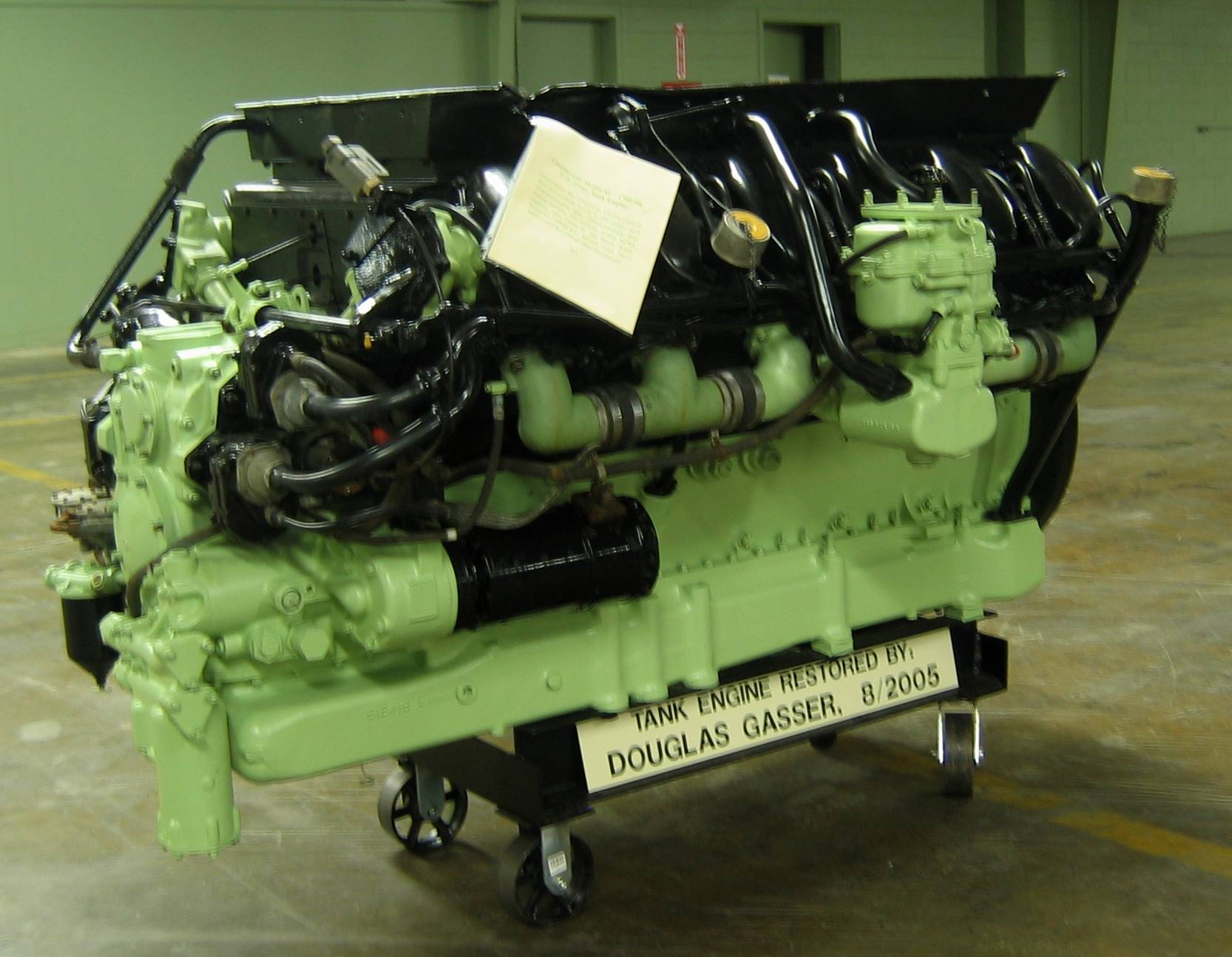
Двигун AV-1790-5B

На M46 встановлювався V-подібний 12-циліндровий карбюраторний двигун повітряного охолодження, моделі AV-1790-5, модифікації AV-1790-5A на M46 і AV-17905B на M46A1. Обидва варіанти двигуна мали однакові характеристики та відрізнялися лише незначними поліпшеннями допоміжних систем, введеними на AV-1790-5B. AV-1790-5 мав робочий об'єм в 29 361 см³ і розвивав максимальну потужність в 810 к. с. при 2800 об/хв і крутний момент в 223 кг · м (2183 Нм) при 2200 об/хв, а при установці в танку корисні потужність та крутний момент (з урахуванням витрат на привід допоміжних систем двигуна) становили 704 к. с. при 2800 об/хв і 199 кг·м (1952 Нм) при 2000 об/хв. Паливом для двигуна служив бензин з октановим числом не нижче 80. Двигун розміщався в моторному відділенні уздовж поздовжньої осі танка і був конструктивно об'єднаний з трансмісією в єдиний знімний блок. Система охолодження двигуна включала два розташовані над двигуном вентилятори, також по бортах двигуна були встановлені два масляні радіатори з окремими вентиляторами. Паливна система включала в себе два сталеві паливні баки загальною ємністю 878 літрів, розташовані в передній частині моторного відділення з боків від двигуна.
Трансмісія M46 — типу «крос-драйв», гідромеханічна, моделі CD-850-3 на M46 ранніх випусків і CD-850-4 на M46 пізніх випусках і M46A1. До складу трансмісії входили:
- Первинний редуктор, встановлений на двигуні.
- Комплексний гідротрансформатор: на CD-850-3 — комбінований, з передачею частини крутного моменту через гідротрансформатор та частини — через пряму механічну передачу, на CD-850-4 — лише з гідромеханічною передачею.
- Планетарна гідромеханічна двоступенева (2+1) коробка передач.
- Механізм повороту по типу потрійного диференціалу.
- Бортові багатодискові гальма.
- Бортові передачі, з передавальним числом 3,95:1 у CD-850-3 і 4,47:1 у CD-850-4.

Управління поворотом здійснювалося за допомогою хитної рукоятки (англ. «Wobble stick»), пов'язаної з механічним приводом. Танк мав подвійні органи управління для водія та помічника водія, при цьому одиночна приладова панель та розташовані поруч рукоятки розташовувалися по поздовжній осі танка, між місцями водія та помічника. При відхиленні рукоятки на першій та другій передачах поворот здійснювався за рахунок механізму повороту, на нейтралі вмикався рух гусениць в різні боки, що дозволяло здійснювати розворот на місці.

### Ходова частина
Ходова частина M46 з кожного борту складалася з: шести здвоєних обгумованих опорних котків діаметром 660 мм, п'яти здвоєних обгумованих підтримуючих котків, додаткового котка, лінивця та ведучого колеса. Лінивець за конструкцією був ідентичний опорним коткам, а додатковий коток — підтримуючим. Додатковий коток, що розміщувався між останнім опорним котком та ведучим колесом і мав власну торсійну підвіску, служив для підтримки натягу гусениці при поворотах танка та запобігання її спадання. Підвіска опорних котків — індивідуальна, торсіонна, з телескопічними гідравлічними амортизаторами на двох перших і двох останніх котках, при цьому перші котки зблоковані з лінивцем на загальному балансирі та мають по два амортизатора. Обмежувач ходу перших котків — пружинний, з повним ходом 65 мм, на решті котків — гумові буфера. Повний хід котків становить 345 мм для перших котків і 300 мм для інших. Жорсткість підвіски — 200 кг/см для першого котків, 425 для шостих і 354 для інших, при питомої потенційної енергії в 530 мм, період коливань — 1,2 з.
Гусениці M46 — одногребневі, цівочного зачеплення, сталеві, з гумовометалевим шарніром, шириною 584 мм і з кроком 152 мм, з кожного борту складалися з 86 штампованих траків. Чотири запасних трака штатно возилися на кріпленні на лівому борту башти. На M46 застосовувалися гусениці типів T80E1 і T80E4 — зі сталевими ґрунтозацепами, а також типу T84E1 (з'явився до 1950 року) — з асфальтоходними гумовими подушками та ґрунтозацепами.

## Навісне обладнання

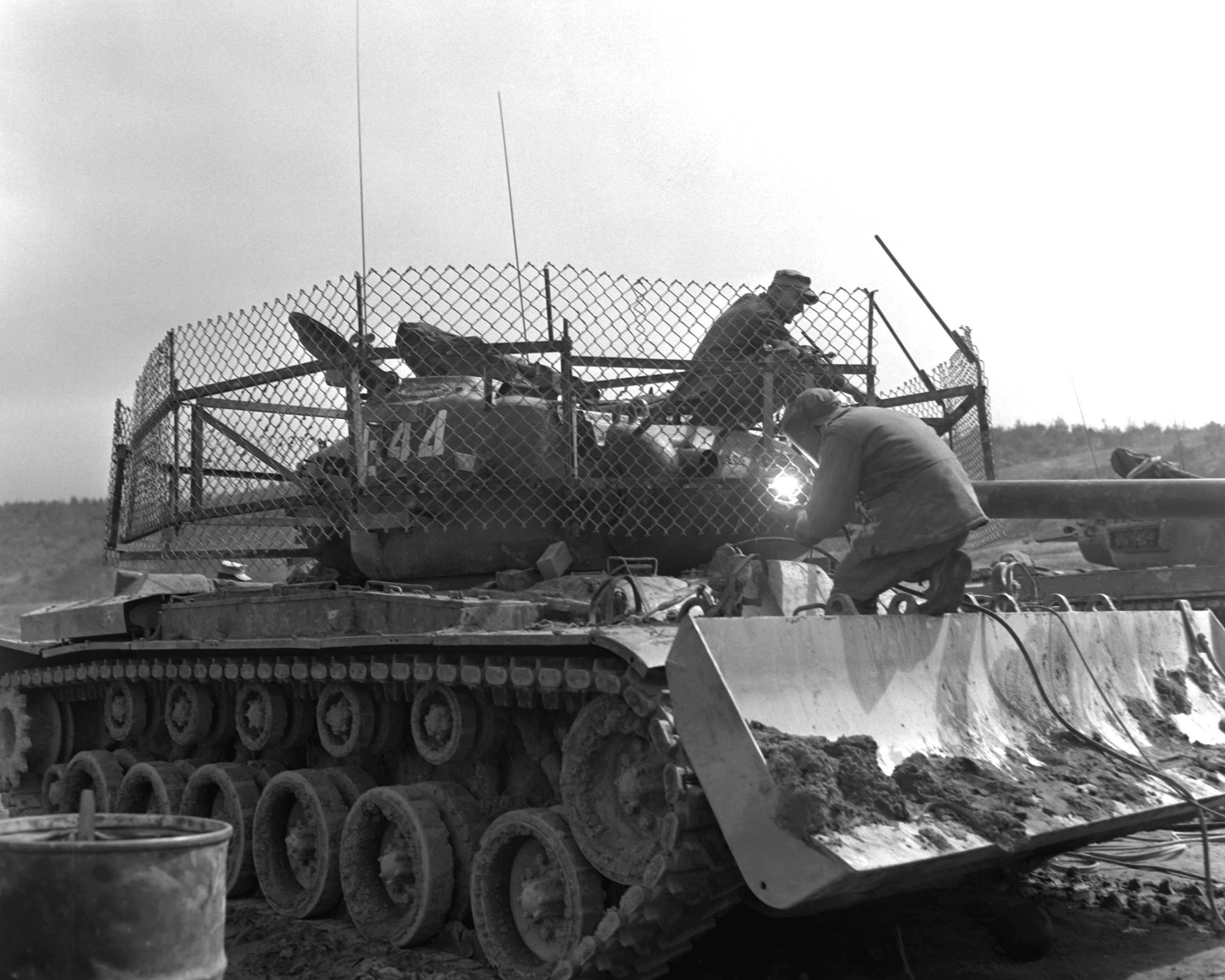
M46 з встановленим бульдозерним обладнанням та виготовленим у військах сітчастим екраном для захисту від РПГ. Корея, 1953

З прийняттям на озброєння M46, для нього було розроблено навісне бульдозерне обладнання M3, створене за зразком комплектів M1 і M2, що встановлювалися на танку M4. Комплект M3 монтувався на лобовій деталі корпуса, при цьому деякі з його механізмів розміщувалися всередині танка на місці частини боєкомплекту. Обладнані таким чином M46 застосовувалися як інженерними підрозділами, так і регулярними частинами, для розчищення проходів для військ під вогнем противника та часом — для відриття укриттів для танків.
Спеціальне обладнання для подолання глибоких водних перешкод, що отримало в США розвиток в роки Другої світової війни, для M46 не розроблялося. Разом з тим, таке обладнання було раніше розроблене для M26 та вважалося придатним для переробки під M46. Для подолання порівняно глибокого броду, моторно-трансмісійне відділення герметизували, а на його даху встановлювалися три коробчатих повітрозабірника: для припливу повітря, для відводу повітря системою охолодження і для вихлопу двигуна. Для подолання більш глибоких перепон, насамперед при морському десантуванні, танку могла надаватися плавучість за допомогою понтона T8, що складався з чотирьох частин і що може скидатися зсередини танка. Пересування на воді здійснювалося за рахунок перемотування гусениць, а управління — за допомогою двох рулів. Загальна довжина встановленого понтона становила 19,8 метрів, а ширина — 4,9 метра.
З 1950 року для M46 розроблявся мінний трал плугового типу, що розроблявся як альтернатива серійному ланцюговому, чия ефективність вважалася недостатньою. Мінний трал складався з масивного плуга, що штовхає зчіпкою з чотирьох або п'яти M46 і був розрахований на розчищення в мінному полі проходу шириною 4,27 метра і на глибину до 90 сантиметрів. Швидкість просування такої конструкції не перевищувала 3—5 км/год. Перший зразок трала пройшов випробування в 1951 році, а другий, доопрацьований, зразок — в січні-липні 1952 року. Хоча на випробуваннях другий варіант тралу показав в цілому відповідність заявленим можливостям, 13 серпня 1953 року роботи по ньому були припинені через надмірну складність й вагу конструкції, що ускладнюють його застосування.

## Модифікації M46
M46 Patton 1 — базова модифікація.
M46A1 Patton 1 — модернізована модифікація середнього танка M46 Patton 1, яка відрізняється від базової версії установкою танкового двигуна Continental AV1790-5B, а також новою трансмісією General Motors CD-850-4.
M46E1 — модифікація середнього танка M46A1 Patton 1, оснащена баштою T42 і танковою гарматою M36 калібру 90 мм. Даний танк послужив прототипом середнього танка M47 Patton 2.

## Машини на базі M46

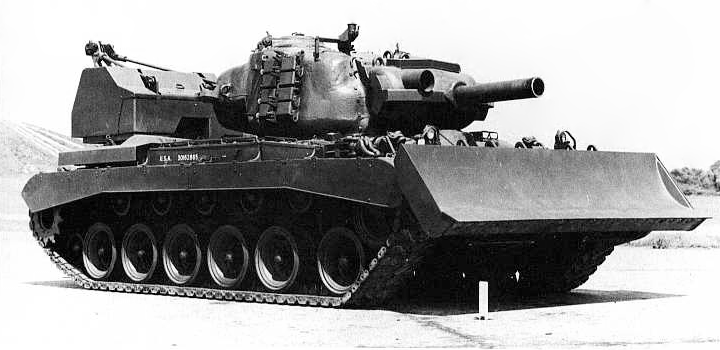
Прототип T39 на Абердинському полігоні

M46 послужив базою для деяких спеціалізованих машин, але в цілому, внаслідок порівняно недовгого періоду, протягом якого танк вважався перспективним, жодна з них не вийшла за стадію дослідного зразка, а визнані вдалими проєкти були переведені на шасі нових танків M47 і M48.
Програма створення нової середньої самохідної артилерії, розпочата незабаром після закінчення Другої світової війни, також використовувала легкоброньоване шасі, що базувалося на вузлах M26/M46. Однак прототипи двох САУ були виготовлені лише до 1952 року, коли у виробництво надійшов уже M47. САУ мала компоновку з лобовим розташуванням моторно-трансмісійного відділення та розміщенням суміщеного відділення управління та бойового відділення в поворотній рубці з обмеженими до ± 30 ° кутами горизонтального наведення. Були створені два варіанти САУ, M53 і M55, що розрізнялися лише типом гармати — відповідно, 155-мм гарматою M46 або 203-мм гаубицею M47. Малосерійне виробництво обох САУ було розпочато в серпні 1952 року і тривало до квітня 1955 року. Обидва гармати та боєукладки для них були повністю взаємозамінні і з 1956 року більшість M53 були переозброєні в M55.
Броньована інженерна машина T39 (англ. Engineer Armored Vehicle T39) призначалася для озброєння інженерних підрозділів та забезпечення виконання ними своїх завдань в бою, під вогнем противника. Робота над T39, спочатку на шасі M26, почалася 12 лютого 1946 року, а 21 січня 1949 року, у зв'язку з прийняттям на озброєння M46, була переведена на його шасі. Два прототипи T39 були завершені на Детройтському арсеналі у червні та липні 1951 року та пройшли випробування на Абердинському полігоні. T39 мала скорочений до чотирьох осіб, за рахунок ліквідації помічника водія, екіпаж і в цілому зберігала корпус та башту базового танка, але в лівому борту башти була влаштовані двері для прискорення посадки та висадки екіпажу при виконанні ними інженерних завдань. Місце 90-мм гармати у башті зайняла 165-мм низькобалістична інженерна гармата T156, що призначалася для руйнування укріплень та перешкод, а також інших споруд та техніки, на відстані до 900 метрів. У танку розміщувалися 26 бронебійно-фугасних 165-мм пострілів, що містили 15,86 кг пластичної ВР, а у звільненому просторі в правій частині відділення управління перевозилися інженерні заряди ВР. Інженерна машина оснащувалася бульдозерним обладнанням та кормовим краном-лебідкою. Маса машини склала 47 тонн. В 1952 році M46 ще розглядався, як можлива база для інженерної машини, але за підсумками розгляду всіх варіантів, для подальших робіт було обрано шасі танка M47.
До складу обладнання броньованої інженерної машини за первісним планом повинен був входити розкладний міст, але опрацювання проєкту показало недоцільність такого рішення і 1949 році була почата розробка окремого мостоукладальника на шасі M46, під позначенням AVLB (англ. Armored Vehicle Launched Bridge). Мостоукладчик не мав башти і ніс 60-футовий міст, що розкладається за схемою «ножиці» за допомогою гідравлічного механізму. Прототип AVLB був побудований і в 1953 році успішно пройшов випробування, однак до того часу M46 вже не розглядався як перспективний та роботи по мостоукладальникам були перенесені на шасі M48.

## Використовувався
- США — зняті з озброєння в 1957 році[50].
- Бельгія — 8 M46A1, що використовувалися в 1950-ті роки як навчальні[3].

## Експлуатація та бойове застосування

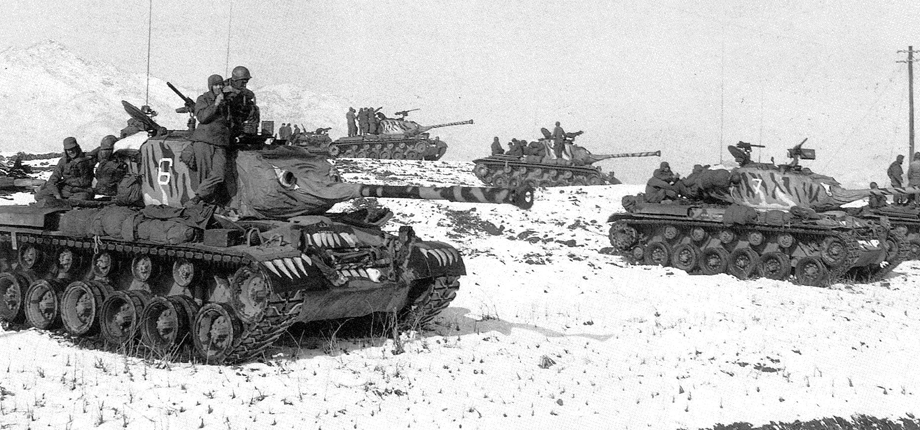
M46 6-го танкового батальйону з «тигровому» забарвленні. Корея, 7 березня 1951

Єдиним збройним конфліктом, в якому використовувалися M46, стала Корейська війна. Серед перших бронетанкових підрозділів, у терміновому порядку перекинутих в Корею для відбиття північнокорейського наступу, був 6-й середній танковий батальйон Армії США, на момент відправлення озброєний танками M46 і M45. 7 серпня 6-й батальйон прибув в південнокорейський Пусан і був наданий безпосередньо 8-й армії. Спочатку 6-й танковий батальйон, як і три інших прибулих в Корею середніх танкових батальйони, використовувався для підтримки піхоти в районі Пусанського периметра, але на відміну від інших, з північнокорейською бронетехнікою в цей період не зустрічався. Дещо пізніше до Кореї прибув також озброєний M46 64-й танковий батальйон, 13 серпня 1950 року доданий 2-й піхотній дивізії.
Восени 1950 року 6-й батальйон взяв участь у наступі американо-південнокорейських військ, під час якого 22 жовтня вступив у бій з групою з восьми Т-34-85 та однієї СУ-76, знищивши їх без втрат зі свого боку. 1 листопада, перебуваючи на північному краї наступу 8-ї армії, близько Чхон-донга, за різними даними, рота «A» або рота «C» батальйону, разом з піхотним батальйоном 24-ї піхотної дивізії, відбили атаку північнокорейського піхотного батальйону, підтримуваного сімома Т-34-85. З 10 листопада 1951 року батальйон перейшов у підпорядкування 24-ї піхотної дивізії. При відступі військ США наприкінці листопада — початку грудня 1950 року 6-й батальйон кинув майже всі свої танки на залізниці близько Пхеньяна. Хоча США заявляли про те, що кинуті танки були знищені авіацією, щоб не допустити захоплення супротивником, під час війни китайські війська захопили деяке число танків неушкодженими, і частину передали СРСР для вивчення. З грудня 1950 — січня 1951 року батальйон був повністю озброєний M46, але не уточнюється, чи було це наслідком переозброєння однорідною матеріальною частиною або ж результатом втрати всіх M45.
64-й танковий батальйон в цей період брав участь у відбитті китайського наступу, в тому числі підтримував 3-тю піхотну дивізію. Всього до середини січня 1951 року на озброєнні 8-ї армії було 97 M46, що становили 14 % від усього танкового парку армії. На початку 1951 року батальйон взяв участь в операції по захопленню Сеула. 6-й батальйон у березні 1951 року здійснював підтримку піхоти 24-ї дивізії в районі Янпхьона. 64-й батальйон у квітні 1951 року брав участь в боях на річці Імджін. З 16 жовтня 1951 року батальйон перейшов у підпорядкування 3-ї піхотної дивізії.
До червня 1951 року лінія фронту стабілізувалася, мобільна фаза бойових дій завершилася і в наступні два роки війни обидві сторони переважно вели локальні бойові дії, прагнучи поліпшити займані позиції. У цих умовах танки найчастіше застосовувалися, як мобільна артилерія для руйнування укріплень противника (англ. «Bunker Busters») та спостережних постів або для стрільби із закритих позицій, найчастіше виконуючи роль нерухомих вогневих точок в оборонних позиціях. Оскільки танки противником більше не застосовувалися, ставлення у військах до різних типів танків перемінилося. З одного боку, в умовах горбистого та гористого рельєфу фронтової смуги танкісти деколи вважали за найкраще використовувати більш легкі та надійні M4A3E8, а часом навіть легкі танки M24, але вогнева міць їх 76,2-мм гармат вважалася недостатньою для ефективної боротьби з укріпленнями.

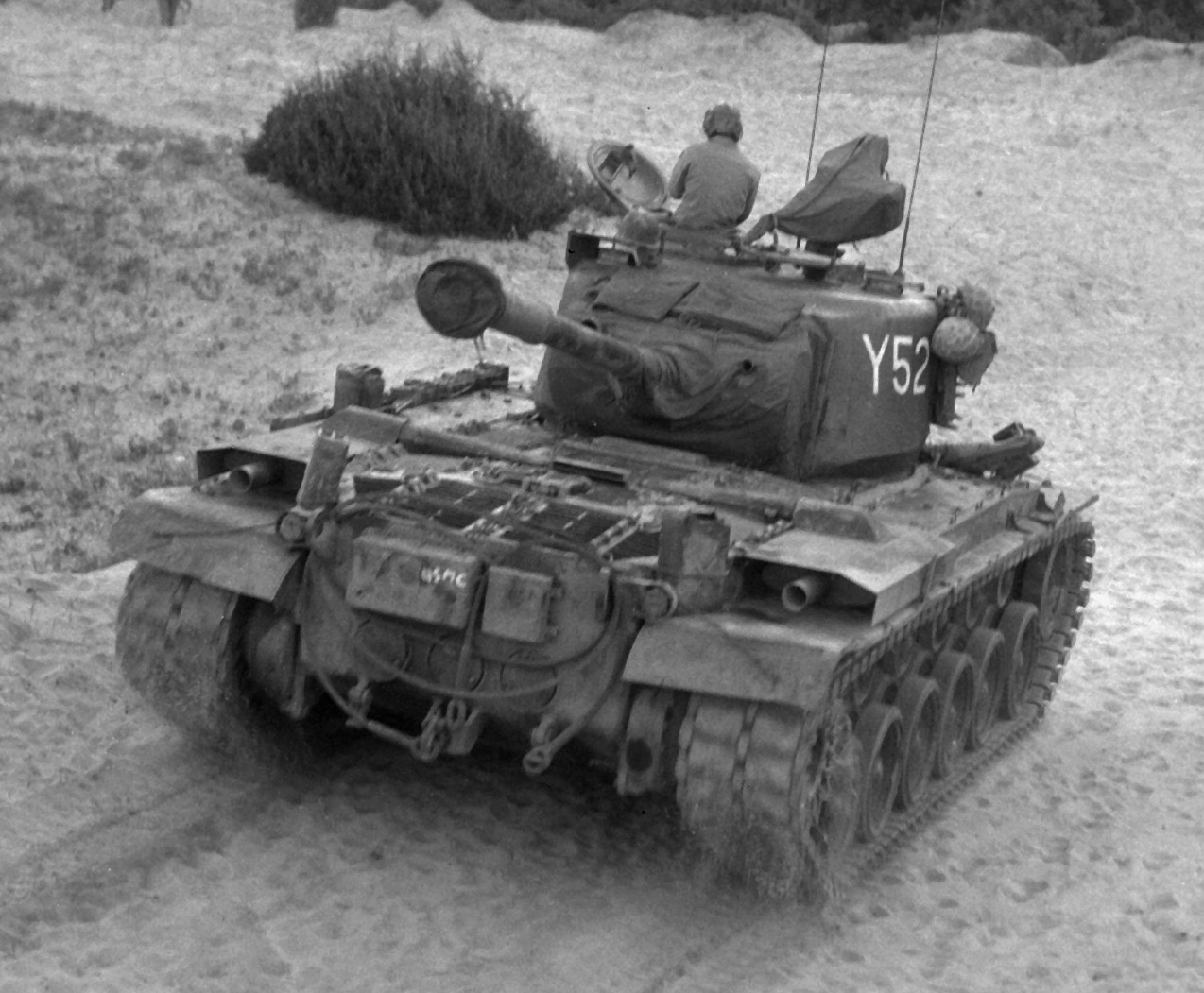
M46 1-го танкового батальйону морської піхоти. Корея, 8 липня 1952 року

Основна маса M46 надійшла на озброєння частин 8-ї армії вже після закінчення мобільної стадії війни. 72-й танковий батальйон 2-ї піхотної дивізії, раніше озброєний M26 і M4A3E8, із січня 1952 року був переозброєний M46. 7-й піхотній дивізії 17 вересня 1950 року, під час Інчхонської десантної операції, було надано озброєний M4A3E8 і M26 73-й танковий батальйон, з лютого 1951 року переозброєний M46 і 31 жовтня того ж року увійшов до складу дивізії. Більшість танкових рот в піхотних полках дивізій були озброєні M4A3E8, але три роти 40-ї піхотної дивізії з жовтня 1951 були переозброєні M46. Крім цього в дивізії був 140-й танковий батальйон, також озброєний M46. Крім підрозділів армії, M46 був після кампанії весни 1951 року переозброєний 1-й танковий батальйон морської піхоти, раніше укомплектований M26A1. Щодо 245-го танкового батальйону 45-ї піхотної дивізії одні джерела говорять про те, що протягом всієї війни батальйон зберігав на озброєнні M4A3E8, інші ж згадують про участь в бою 21 вересня 1952 року принаймні десяти M46 у складі батальйону.
Оцінки втрачених під час війни M46 різняться. За даними дослідження, проведеного Міністерством оборони США в 1954 році, за війну від вогню північнокорейської бронетехніки було втрачено 8 M46 із загального числа втрат в 34 танка, число безповоротних втрат серед M46 не уточнюється, але загальний відсоток безповоротних втрат за всіма типами танків склав близько 50 %. Загальні втрати США до жовтня 1950 року склали 136 танків всіх типів, з яких близько 70 % припало на протитанкові міни. За іншими даними, лише в боях за Кімчхон у вересні 1950 року 6-й батальйон втратив 10 M46. Крім того, при відступі американо-південнокорейських військ наприкінці листопада — початку грудня 1950 року батальйон кинув майже всі свої танки, тобто кілька десятків. У свою чергу, на рахунку M46, які за всю війну взяли участь у 12 боях з північнокорейською бронетехнікою, числилися 12—19 підбитих Т-34-85.
Крім Кореї, M46 насамперед надходили на озброєння військ США, дислокованих в ФРН. Після Корейської війни, з появою нових середніх танків M47 і M48, що змінили їх, M46 поступово почали виводитися зі складу бойових частин та передаватися підрозділам Національної гвардії і в резерв. M46 і M46A1 були переведені в розряд застарілих протоколом Комітету озброєнь № 36468 від 14 лютого 1957 року, разом з M4A3. Разом з тим протокол наказував, що вже озброєні M46 частини в Кореї будуть продовжувати використовувати танк. Постачання оголошеної застарілої техніки у звичайних випадках припинялося, але протокол передбачав також, що запасні частини, достатні для підтримки танків в Кореї протягом, як мінімум п'яти років, будуть зберігатися в Кореї або Японії. До початку 1960-х років останні M46 були списані та пущені на злам і передані армійським навчальним центрам для використання як посібників або мішеней на стрілецьких полігонах.
Союзникам США по НАТО, в рамках післявоєнної програми по створенню їх бронетанкових сил, M46 поставлялися лише в незначних кількостях, через пріоритет, відведений власним військам після початку Корейської війни. У цій ситуації основу поставок склали M4, нечисленні M46 же передавалися насамперед для ознайомлення з танками нового типу напередодні початку поставок M47. Лише Бельгія в 1952 році отримала 8 M46A1, що використовувалися для перепідготовки екіпажів в танковому навчальному центрі в Леопольдсбурзі.

## Оцінка проєкту
M46, створений як тимчасовий в умовах жорстких фінансових обмежень, був для Армії США можливістю отримати досконаліший середній танк при порівняно малих витратах, хоча така часткова модернізація і привела до продовження в ньому багатьох з недоліків попередника. M46 вироблявся в малих, за мірками США, кількостях і вже незабаром був витіснений у військах досконалішим M47. Разом з тим, вперше застосована в серійному виробництві та відпрацьована на M46 силова установка лягла в основу всіх серійних середніх та основних бойових танків, які вироблялися в США протягом наступних трьох десятиліть. Такий середній танк, M47, був створений на модифікованому шасі M46 шляхом установки нової башти від дослідного танка T42, а наступні M48 і M60 використовували модернізовану силову установку та елементи ходової частини M46. Крім того, M46 став першим танком із гарматою, що оснащена ежектором порохових газів. За деякими даними, саме після вивчення в СРСР захоплених в Корейській війні M46 почалося введення ежекторів на радянських танках.

### Конструктивні особливості

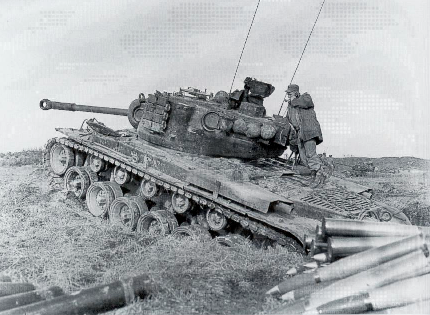
M46 1-го танкового батальйону морської піхоти, що очікує вказівок на вогневій позиції. На передньому плані — складений поруч з танком додатковий запас осколково-фугасних пострілів для тривалого вогню. Корея, грудень 1952 року

Основним нововведенням в конструкції M46 стала його силова установка. Двигун AV-1790 перевершував за потужностю всі двигуни, що раніше встановлювалися на великосерійних танках та дозволив у півтора рази підвищити енергоозброєність M46 порівняно з M26. Гідромеханічна трансмісія CD-850, у порівнянні з традиційними механічними, значно спрощувала управління танком, знижувала навантаження на водія та підвищувала плавність ходу по слабких ґрунтах. Крім цього, нова трансмісія підвищувала маневреність танка, в тому числі за рахунок можливості розвороту на місці перемоткою гусениць в різні боки. З іншого боку, недоліком гідромеханічної трансмісії був її менший, у порівнянні з механічними, ККД, що частково нівелювало перевагу в потужності двигуна, крім цього вона серйозно ускладнювала евакуацію пошкодженого танка, заважаючи буксируванню. Механіки-водії в Кореї повідомляли про значно більшу зручність управління M46 порівняно з M4, хоча і відзначали, що трансмісія першого вимагала більш дбайливого поводження. Негативними сторонами застосування на M46 бензинового двигуна, у порівнянні з дизельними, що отримали повсюдне поширення в радянському танкобудуванні та поступово впроваджуваними в інших країнах, були його вище споживання палива та велика пожежонебезпека бензину, що серйозно знижує живучість танка.
Нова силова установка до початку серійного випуску M46 вже випробовувалася на досвідчених важких танках та допрацьовувалася з урахуванням виявлених численних проблем з трансмісією. Проте випробування силової установки на переобладнаному M26 все ще показували низьку надійність двигуна та трансмісії, додатково посиленою більш щільною компоновкою моторно-трансмісійного відділення на середньому танку. Незважаючи на тривале доопрацювання, навіть на серійних M46 надійність силової установки вважалася низькою, настільки, що під час Корейської війни танкісти часом воліли використовувати M4A3E8, які, хоча і значно поступалися новому танку за більшістю характеристик, але більш надійні. Крім цього, значні габарити двигуна та щільне компонування моторно-трансмісійного відділення утруднювали технічне обслуговування — для проведення рядових операцій, таких як промивка паливних фільтрів, обслуговування генератора або зміни паливного насоса, було потрібно витягувати весь блок двигуна та трансмісії.
Класичне компонування, в поєднанні з потужним двигуном порівняно великих розмірів, розташованим вздовж поздовжньої осі танка, зумовило й збільшені розміри моторно-трансмісійного відділення (МТВ), яке займало близько половини довжини корпусу. З іншого боку, таке рішення дозволило розмістити в МТВ паливні баки, винісши їх з населених відділень в частину корпусу, що рідше уражаються в бою; хоча частково переваги цього нівелювалися тонкішою бортовою бронею МТВ, впритул до якої по всій висоті борту розташовувалися паливні баки, заповнені бензином і його парами. Крім того, таке рішення призвело до дуже щільного компонування моторно-трансмісійного відділення, що приносило свої проблеми, в той час як обсяг відділення управління був використаний порівняно мало. Розміщення основної частини боєкомплекту в ящиках на підлозі бойового відділення дещо збільшувало живучість танка за рахунок розміщення боєукладки в менш вражаємій в бою області, але ускладнювало доступ до пострілів, особливо на ходу, збільшувало висоту танка та перешкоджало запровадженню полика башти, що також негативно позначалося на швидкості заряджання на ходу. Максимальна скорострільність гармати M3A1, за американськими даними, становила до 8 пострілів на хвилину За даними радянських випробувань, реальна практична скорострільність M46, особливо при тривалій стрільбі, знаходилася на рівні Т-54 — близько чотирьох пострілів на хвилину. Додатковим фактором, що ще більш знижує реальну скорострільність при прицільній стрільбі, була наявність на M3A1 дульного гальма, яке при кожному пострілі піднімало хмари пилу або снігу, закриваючи огляд та демаскуючи танк.
Хоча в броньовому захисті M46 були застосовані раціональні кути нахилу лобової деталі корпуса, у цілому її рівень за мірками початку 1950-х років оцінювався як достатньо архаїчний. При цьому навіть кут нахилу верхньої лобової деталі за післявоєнними мірками був недостатнім  і не забезпечував різкого зростання ефективності проти бронебійних снарядів, характерного для броні з великим нахилом, а лобове бронювання башти було значно слабшим. Крім того, захищеність лобової проєкції M46 знижувалася наявністю численних ослаблених зон, в лобовій деталі — кожуха вентилятора бойового відділення та бронювання курсового кулемета, у башті — ділянки під маскою гармати, причому остання при попаданні снаряда могла давати рикошет в тонкий дах бойового відділення. Відмінною рисою конструкції броньового корпусу та башти M46, а також загального напрямку розвитку танкобудування США, було широке застосування литих деталей, з тенденцією до укрупнення окремих деталей. Броньове лиття дозволяло отримувати цільні деталі складної форми, такі як лобова деталь корпусу або башта M46, при цьому виготовлення корпусу виходило більш технологічним порівняно із збиранням із вальцованих бронелистів. Крім цього лиття дозволяло застосовувати плавну диференціацію товщини броні в межах однієї деталі, але ця особливість була використана лише на наступних моделях танків. Негативною стороною литої броні, що застосовувалася на M46, була менша протиснарядна стійкість — межа міцності та ударна в'язкість для неї були майже на третину менші, ніж для радянської вальцованої броні середньої твердості. Також американська лита броня була дорожче за американську вальцовану рівної міцності, оскільки для вирівнювання механічних властивостей в литу броню вводився підвищений відсоток легуючих добавок, насамперед нікелю. Високу оцінку з боку радянських фахівців отримала технологія зварювання броньового корпусу та башти M46, за допомогою якої вдавалося домогтися майже рівної міцності наплавленого металу зварного шва порівняно з основним металом деталей.

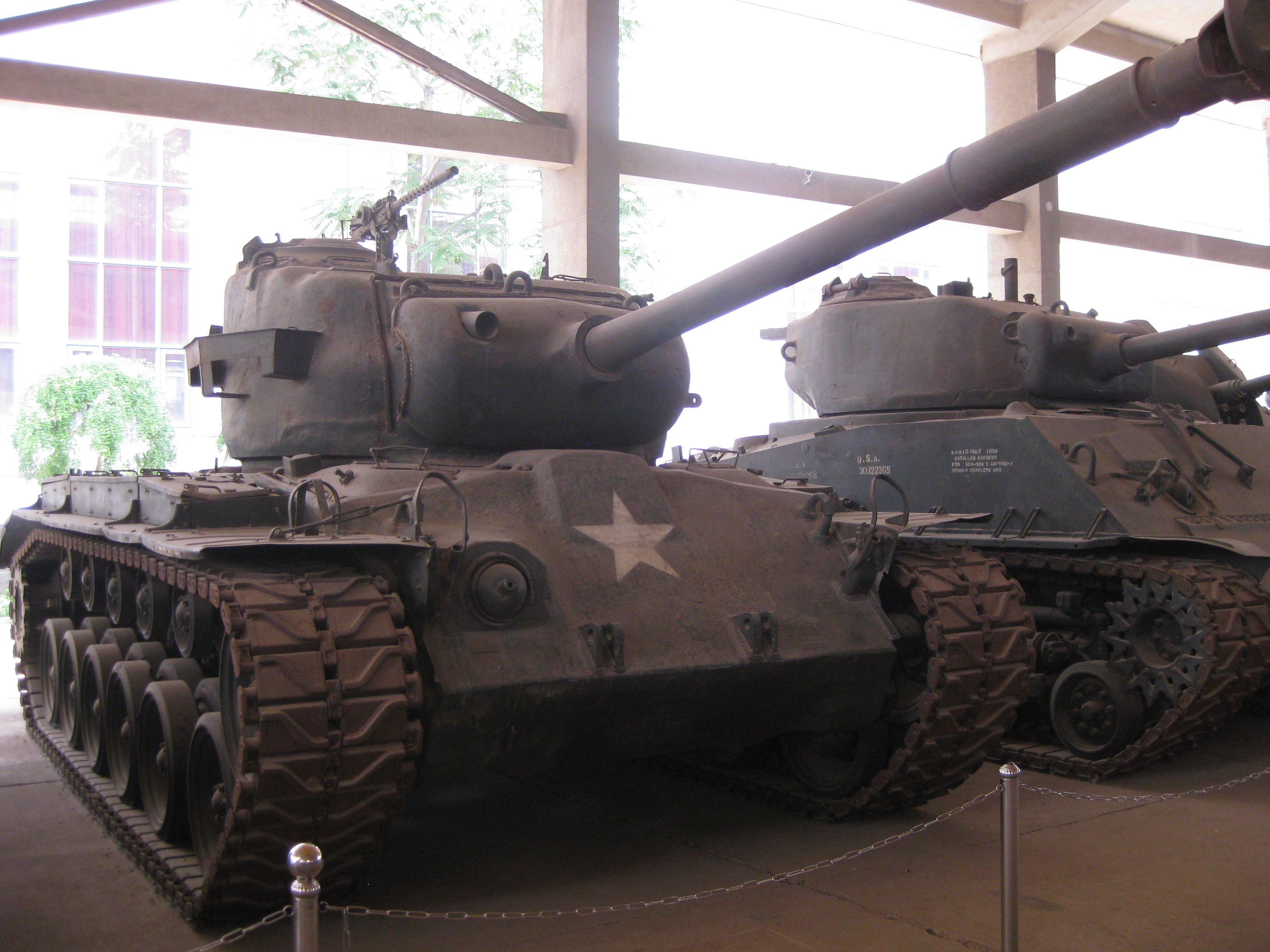
Трофейний американський M46 у військовому музеї в Китаї

Система керування вогнем (СКВ) на M46 залишилася на рівні Другої світової війни, хоча і відрізнялася високим для серійних танків свого часу досконалістю. Перископічний приціл M10F поєднував у собі високе збільшення з вбудованим оглядовим приладом одноразового збільшення для огляду місцевості, пошуку цілей та стрільби на ближніх дистанціях, а також відрізнявся вдалою конструкцією швидко замінної при пошкодженнях головки. Недоліками M10F були відсутність шкал для спареного кулемета та наявність шкали лише для каліберного бронебійного снаряду — в теорії, для стрільби іншими типами снарядів повинна була використовуватися перекладна таблиця поправок, що в бою було важко здійснити. Менша точність, властива всім перископічним прицілам того часу через похибки, внесені механізмом зв'язку із гарматою, компенсувалася дублюючим телескопічним прицілом, але останній мав гірші характеристикиА. Г. Солянкин, М. В. Павлов, И. В. Павлов, И. Г. Желтов. Отечественные бронированные машины. XX век. 1941—1945. — Москва : Експринт, 2005. — Т. 2. — С. 68. — 2000 прим. — ISBN 5-94038-074-3.. За результатами дослідження, проведеного в США після Корейської війни, точність вогню по танках для M26, що мав аналогічну СКВ, на дистанціях до 318 метрів становила 85 % для підкаліберних та незначно нижче для каліберних бронебійних снарядів, а на дистанціях 318—1044 метрів — 69 % для підкаліберних і 46 % для каліберних снарядів. Максимальна дальність успішного пострілу для M26 склала 3000 метрів. Високу оцінку з боку радянських фахівців отримувала і система командирської цілевказівки на танках США. Наявність на танку азимутального покажчика дозволяла використовувати M46 в ролі САУ для стрільби із закритих позицій, чому сприяв і порівняно великий боєкомплект гармати. Гідравлічний механізм повороту башти забезпечував порівняно високу максимальну швидкість горизонтального наведення, але відрізнявся і меншою надійністю, а також зниженням ефективності при низьких температурах. Крім того, гідравлічні механізми серйозно знижували живучість танка — ушкодження систем, що перебували під високим тиском, призводило до викиду струменя або аерозолю нагрітої робочої рідини, які заподіювали травми або опіки екіпажу. Крім того, рідина, особливо при утворенні аерозолю, була легкозаймистою і, в деяких випадках, навіть вибухонебезпечною. За радянськими даними, гідравлічні приводи також відрізнялися низькою стійкістю до бойових пошкоджень та могли виходити з ладу навіть від ударної хвилі при попаданні снаряда, навіть без пробиття броні.
Комплекс приладів спостереження M46 знаходився на рівні свого часу — командирська башточка з приладами кругового огляду та поворотною періскопічною панорамою та перископічні прилади одноразового збільшення у решти членів екіпажу. Основною особливістю M46 була конструкція оглядових приладів командирської башточки у вигляді захищених триплексних склоблоків віконець, що забезпечувала трохи кращі, у порівнянні з більш поширеними перископічними приладами, видимість і кут огляду. Однак навіть багатошаровий склоблок забезпечував низький захист для командира і в силу своїх розмірів легше виводився з ладу вогнем противника, особливо при обстрілі танку зверху. Крім того, застосування таких оглядових приладів збільшувало висоту командирської башточки, що в поєднанні з її більш тонкою бронею піддавало командира більшій небезпеці при обстрілі. Перевагами M46 були порівняно високі характеристики радіостанцій, що встановлювалися на ньому, а також наявність бензинового зарядного агрегату, який дозволяв використовувати радіозв'язок та електричний механізм повороту башти без включення основного двигуна або при виході його з ладу, незважаючи на заряд акумуляторів. M46 став також першим танком, гармата якого оснащувалася ежектором, який знижував загазованість бойового відділення при інтенсивній стрільбі і цим самим покращував умови роботи екіпажу та ефективність в бою.

### Вогнева міць, захищеність та рухливість
M46, як й інші післявоєнні танки, мав універсальне озброєння, що дозволяло йому боротися, як з бронетехнікою, так і з неброньованими цілями. 90-мм гармата M3A1, що встановлювалася на M46, по дульній потужності, яка становила 401 тс · м, істотно поступалася озброєнню іншим середнім танкам одного покоління — 83,8-мм британській гарматі 20 pounder (532 тс · м)  та радянській 100-мм Д-10 (648 тс · м). Бронепробивність каліберного 90-мм снаряду дозволяла йому пробивати лобову броню середніх танків часів Другої світової війни, таких як Т-34-85, на дистанціях близько 2000 метрів. Дещо меншою була дальність ураження важкого танка ІС-2. Значно меншою була ефективність M3A1 проти машин нового покоління. Проти лобової броні Т-54 зразку 1949 р. каліберні снаряди були абсолютно неефективні, підкаліберними ж можна було домогтися пробиття лише на малій дистанції та лише при попаданні в районі маски гармати, де кут зустрічі з бронею був близький до нормалі. Ще потужнішим лобовим та бортовим захистом володіли важкі танки ІС-3 та ІС-4. Кумулятивний снаряд, що дозволив згладити гостроту проблеми недостатньої бронепробивності 90-мм гармат, з'явився лише в другій половині 1950-х років, коли M46 вже знімався із озброєння .
Порівняно невисокою була захищеність M46 від протитанкових засобів ймовірного противника. Найбільш небезпечними для танка були радянські 100-мм гармати, протитанкова БС-3 та танкова Д-10. За даними радянських випробувань, 100-мм тупоголовий снаряд забезпечував кондиційну поразка найбільш снарядостійкої верхньої лобової деталі M46 на дистанції менше 1100 метрів. Межа тильної міцності (МТМ) для верхньої лобової деталі становив 2600 метрів, для нижньої деталі він коливався від 2150 метрів для ділянок з найбільшим нахилом до 4000 метрів для ділянок з найменшим. Менш захищений лоб башти на випробуваннях не обстрілювався, але таблична бронепробивність 100-мм снаряду Б-412б була достатньою для його пробиття на граничних реальних дистанціях бою в 1500—2000 метрів. Близькі можливості мала і 122-мм танкова гармата Д-25Т.
Більш складна ситуація із гарматами середніх калібрів — 85-мм, дивізійною Д-44 та танковими С-53 та Д-5С і 57-мм протитанковою ЗІС-2. За даними випробувань обстрілом, наскрізне пробиття лобової броні корпусу 85-мм тупоголовим снарядом не досягалось зовсім, при цьому для верхньої деталі МТМ становила лише 100 метрів, а для нижньої — від 400 до 900 метрів. Разом з тим, в Корейській війні був відзначений випадок наскрізного пробиття верхньої лобової деталі M46 при попаданні в основу буксирувальної петлі, що зіграло роль пастки для снаряда. 57-мм гармата лобову броню теж не пробивала та дистанція МТМ для неї була ще нижче. Лоб башти цими гарматами теж не обстрілювався. За таблицями стрільби 85-мм гармат, максимальна дистанція, з якої лоб башти міг бути пробитий каліберним снарядом, не перевищувала 300 метрів, для підкаліберного БР-365П цей показник був значно вище — близько 800 метрів. ЗІС-2 за таблицями стрільби мала близькі до 85-мм гармати можливості, трохи поступаючись в ефективній дальності підкаліберного снаряду.
Більш ефективною для гармат середнього калібру була стрільба по бортам. За даними випробувань обстрілом, при курсовому куті 45 ° 76-мм ділянка борта пробивалася 85-мм гарматою з 400 метрів при МТМ 1100 метрів, а 51-мм ділянка — з 1700 метрів. При курсовому куті 30 ° пробивалася лише 51-мм ділянка, з 200 метрів при МТМ 550 метрів. 57-мм гармата при гострих курсових кутах була в цілому менш ефективна, але при куті 45 ° пробивала 51-мм ділянку вже з 1900 метрів. При курсових кутах 60—90 ° борт пробивався 85-мм гарматою вже з 2300—3000 метрів, а 57-мм — з 1050—1300 метрів для 76-мм і з 2000 метрів для 51-мм ділянки. Застаріла, але все ще масова в Радянській Армії легка 45-мм протитанкова гармата М-42 у випробуваннях не брала участь, але її бронепробвність за таблицями стрільби була абсолютно недостатня — каліберним снарядом пробивалася лише 51-мм ділянка борта з дистанції близько 500 метрів при курсовому куті 90 ° і близько 100 метрів при 60 °, підкаліберний снаряд дозволяв в аналогічних умовах пробивати 76-мм ділянку. Старі піхотні протитанкові засоби, такі як протитанкові гранати та ПТР, були малоефективні, але ручний протитанковий гранатомет РПГ-2, який почав надходити у війська з 1949, проблем з пробиттям броні M46 не мав, і його ефективність обмежувалася лише малими дальністю та точністю стрільби.
Таким чином, у танковій дуелі M46 володів значною перевагою над Т-34-85, як за рахунок співвідношення озброєння та захисту, так і за рахунок більш ефективних наглядових та прицільних приладів та систем зв'язку. Тим не менш, останній міг представляти для нього небезпеку на близьких дистанціях або маючи можливість стрільби по бортах, особливо за наявності підкаліберних снарядів. У бою ж з Т-54, останній міг пробивати броню M46 на дистанціях до 1500—2000 метрів, тоді як американському танку залишалося або вести вогонь підкаліберними снарядами, кількість яких у боєкомплекті до того ж, жорстко обмежувалася загальною дефіцитністю снарядів такого типу, в надії потрапити в порівняно невелику ділянку лоба башти, або намагатися отримати тактичну перевагу для можливості стрільби по менш захищеним бортах. Лише частково ця нерівність компенсувалася досконалішими СКВ та засобами зв'язку M46.

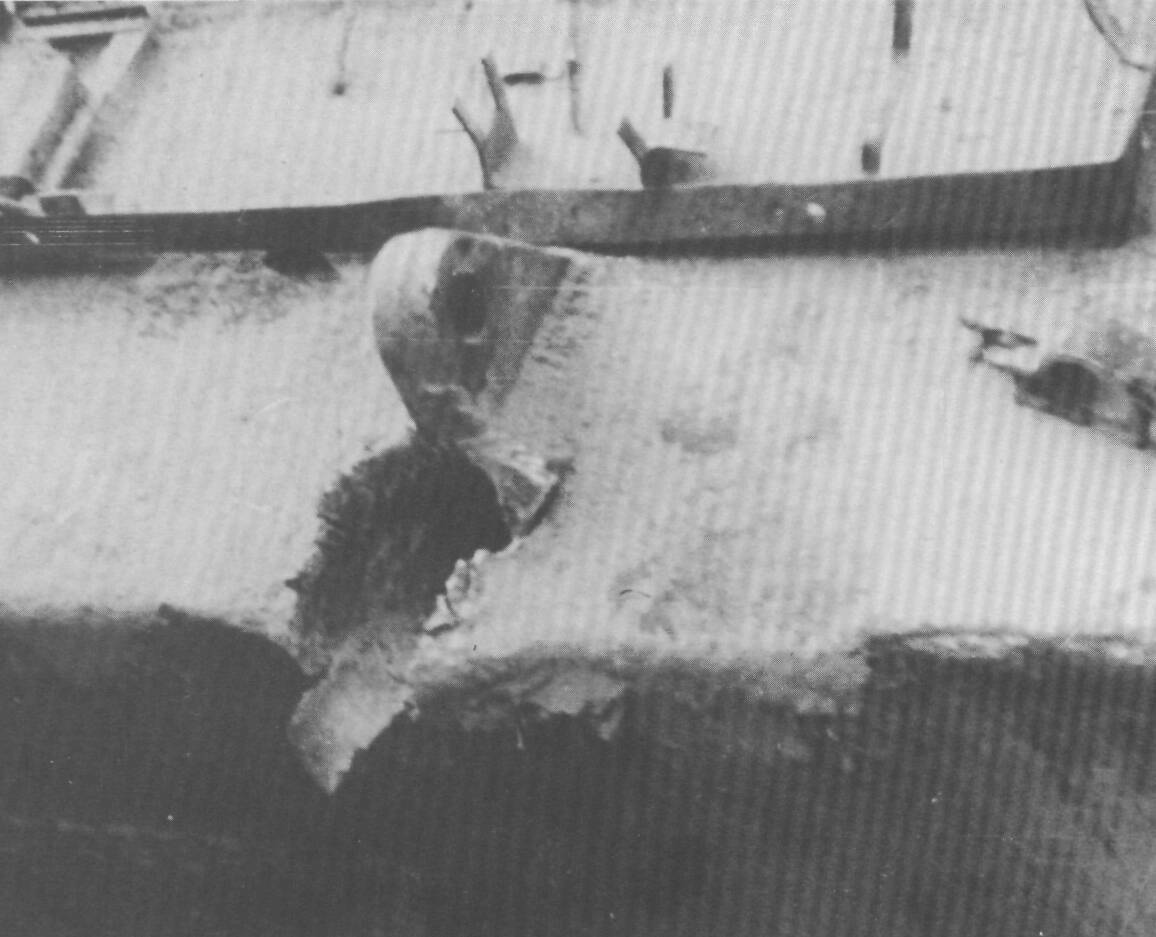
Лобова броня корпусу M46, пробита 85-мм снарядом, що потрапив в основу буксирувальної петлі
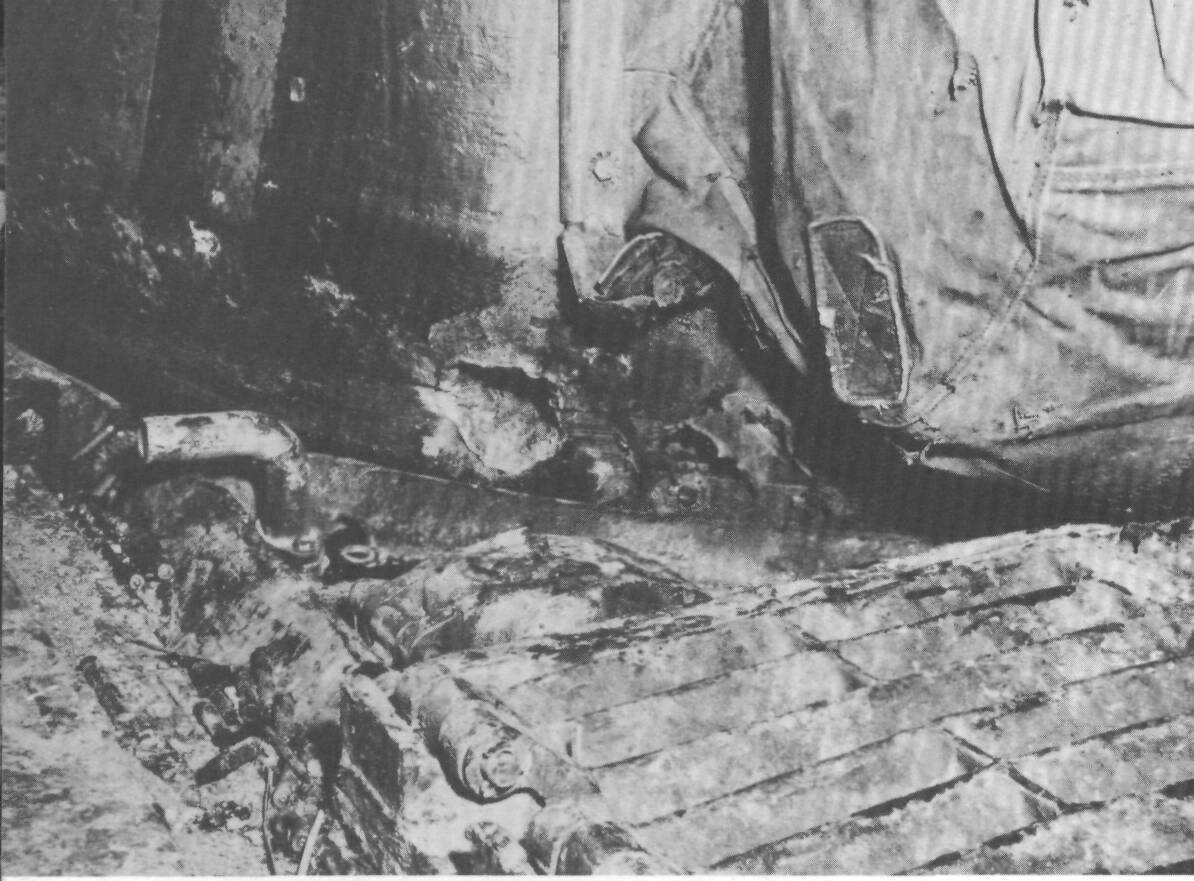
Борт башти M46, пробитий 57-мм снарядом
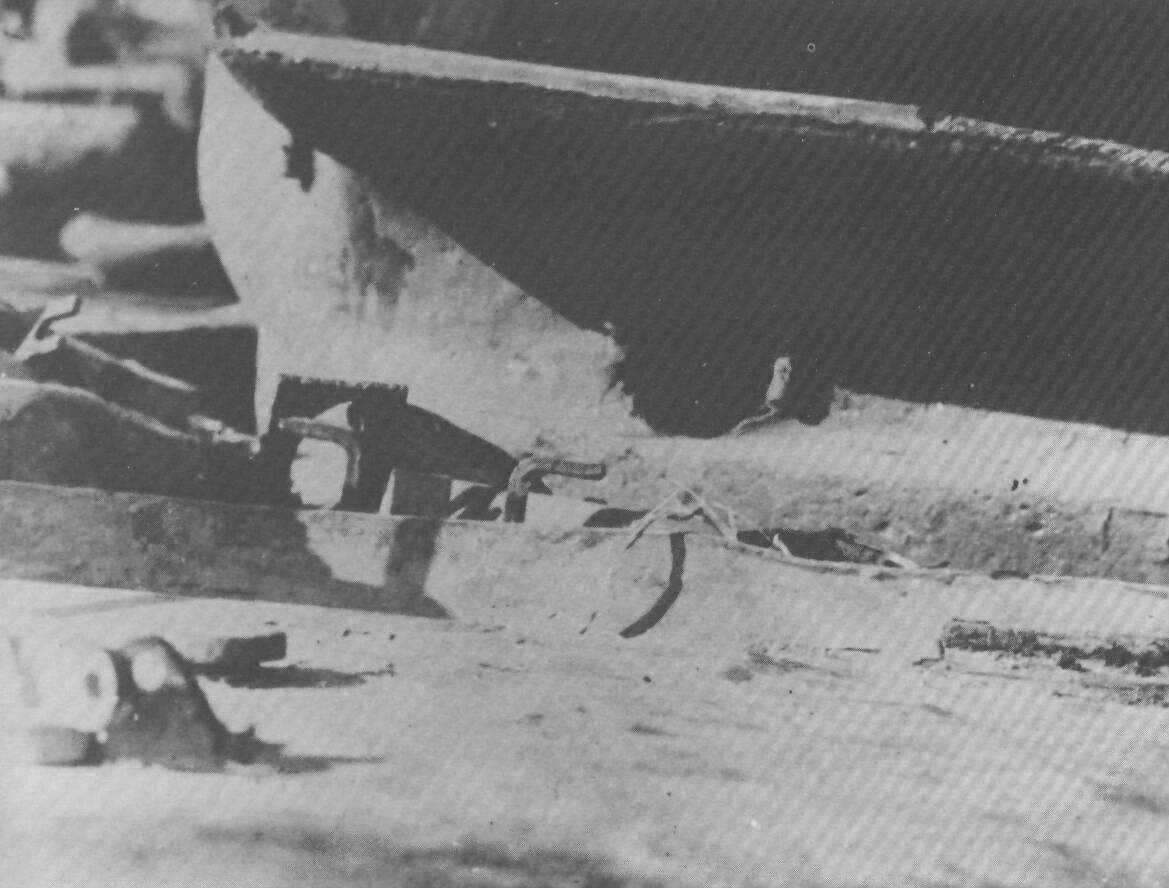
Лоб башти M26, пробитий 85-мм снарядом (маска гармати знята)

Оцінка рухливості M46 неоднозначна. За питомою потужністю він перевершував інші танки свого покоління, хоча значною мірою ця перевага нівелювалася низьким ККД гідромеханічної трансмісії. З іншого боку, трансмісія підвищувала рухливість танка на полі бою за рахунок найкращої маневреності. З досвіду Корейської війни зазначалося, що M46, незважаючи на більшу питому потужність, ніж у M4, насилу долав підйоми. Потужний бензиновий двигун відрізнявся і високою витратою палива, внаслідок чого запас ходу по шосе для M46 становив лише, за різними даними 130 або, за радянськими даними, 120—145 км, навіть менше, ніж у M4 часів Другої світової війни — що в СРСР вважалося абсолютно недостатнім для участі в маневрених операціях.
Крім безпосередньо низького запасу ходу, оперативно-тактична та стратегічна рухливість M46 знижувалася низкою факторів. Запас ходу і високе споживання палива знижували рухливість танка також і за рахунок збільшення часу на перезаправку та обсягу необхідного постачання. Маса танка обмежувала можливості пересування навіть на Європейському театрі військових дій, де значна частина автомобільних мостів була розрахована на навантаження до 40 тонн, особливо при застосуванні танкових транспортерів. Ширина M46 перевищувала обмеження як європейських та американських, так і радянських залізничних габаритів, що значно ускладнювало, хоча і не робило повністю неможливим їх транспортування залізницею.

### Порівняння з аналогами
Після закінчення Другої світової війни танкобудування, крім США, продовжило розвиватися лише в СРСР, Великій Британії та Франції, причому в останній у той період зуміли організувати серійне виробництво лише легких бронемашин. В 1949, коли почалося виробництво M46, у Великій Британії випускався розроблений на завершальному періоді війни середній танк «Центуріон» в модифікації Mk.3, поставлений на конвеєр роком раніше. В СРСР же з 1949 року вироблявся покращений варіант танка Т-54, випуск першого варіанту якого почався в 1947 році.
| Порівняння основних характеристик середніх танків 1949            |                                                                      |                                                                            |                                                 |
|                                                                   | M46                                                                  | Т-54 зр. 1949                                                              | Centurion Mk.3                                  |
| загальні дані                                                     |                                                                      |                                                                            |                                                 |
| Екіпаж                                                            | 5                                                                    | 4                                                                          | 4                                               |
| Бойова маса, т                                                    | 43,9                                                                 | 35,5                                                                       | 50,8                                            |
| Ширина, м                                                         | 3,51                                                                 | 3,27                                                                       | 3,35                                            |
| Висота по командирській башточці, м                               | 2,79                                                                 | 2,40                                                                       | 2,89                                            |
| Озброєння                                                         |                                                                      |                                                                            |                                                 |
| Марка гармати                                                     | 90-мм M3A1                                                           | 100-мм Д-10Т                                                               | 83,9-мм QF 20 pounder                           |
| Стабілізатор гармати                                              | —                                                                    | —                                                                          | двоплощинний                                    |
| Боєкомплект гармати                                               | 70                                                                   | 34                                                                         | 65                                              |
| Кулемети                                                          | 2 × 7,62-мм M1919A4, спарений та курсовий 1 × 12,7-мм M2HB, зенітний | 2 × 7,62-мм СГМТ, спарений та нерухомий курсовий 1 × 12,7-мм ДШК, зенітний | 1 × 7,92-мм BESA, спарений                      |
| Бронювання                                                        |                                                                      |                                                                            |                                                 |
| Верхня лобова деталь корпусу                                      | 102/47 ° (150)                                                       | 100/ 60 ° (200)                                                            | 76/67 ° (140)                                   |
| Нижня лобова деталь корпусу                                       | 76/53 ° (126)                                                        | 100/55 ° (174)                                                             | 76/46 ° (109)                                   |
| Лоб башти                                                         | 102                                                                  | 108—200/0—60 ° (200—216)                                                   | 152                                             |
| Маска гармати                                                     | 114                                                                  | н/д                                                                        | 152                                             |
| Борт корпусу                                                      | 51—76                                                                | 80                                                                         | 51 + 6                                          |
| Борт башти                                                        | 76                                                                   | 86—160/0—60 ° (160—172)                                                    | 90                                              |
| Рухливість                                                        |                                                                      |                                                                            |                                                 |
| Тип двигуна                                                       | карбюраторний, повітряного охолодження, 810 к. с.                    | дизельний, рідинного охолодження, 520 к. с.                                | карбюраторний, рідинного охолодження, 600 к. с. |
| Питома потужність, к. с./т                                        | 18,4                                                                 | 14,6                                                                       | 11,8                                            |
| Тип підвіски                                                      | індивідуальна, торсіонна                                             | індивідуальна, торсіонна                                                   | блокується попарно, пружинна типу Хорстманн     |
| Максимальна швидкість по шосе і по пересіченій місцевості, км/год | 48 (н/д)                                                             | 48 (20—25)                                                                 | 35 (н/д)                                        |
| Запас ходу                                                        | ~130 (н/д)                                                           | 360—400 (240—260)                                                          | 100 (53)                                        |
| Питомий тиск на ґрунт, кг/см²                                     | 0,98                                                                 | 0,80                                                                       | 0,87                                            |

## Збережені екземпляри
Крім США, де кілька M46 є в експозиціях різних музеїв, деяка кількість танків зберігається і в інших країнах:
- Бельгія — Королівський музей Армії в Брюсселі.
- КНР — Військовий музей Китайської революції в Пекіні.
- Росія — Бронетанковий музей в Кубинці.